# Luftseilbahn

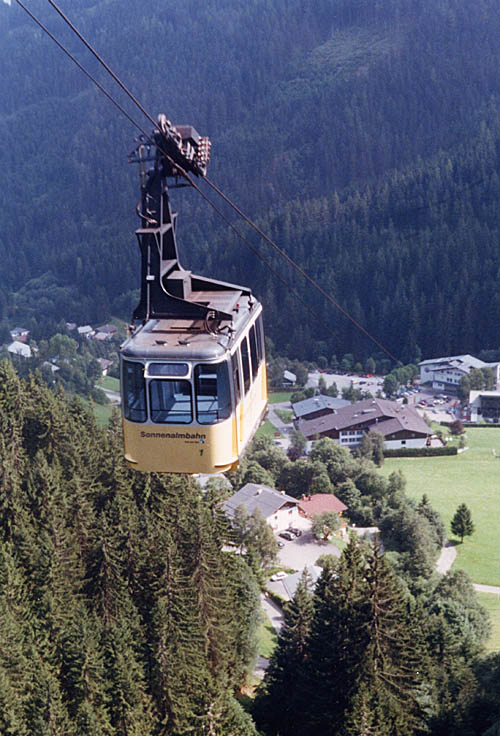
Luftseilbahn in Zell am See

Eine Luftseilbahn, veraltet auch Seilschwebebahn, Schwebeseilbahn, Drahtseilschwebebahn, Bergschwebebahn, Bergseilschwebebahn oder Bergschwebeseilbahn ist eine Seilbahn, deren Fahrbetriebsmittel (Kabinen, Gondeln, Sessel, Materialkörbe, Kübel, Loren, Hunte) ohne feste Führungen, sondern an einem oder mehreren Seilen – in der Regel Drahtseilen – in der Luft hängend transportiert werden. Sie kann zur Beförderung von Personen, Tieren oder Gütern dienen.

## Typenbezeichnungen

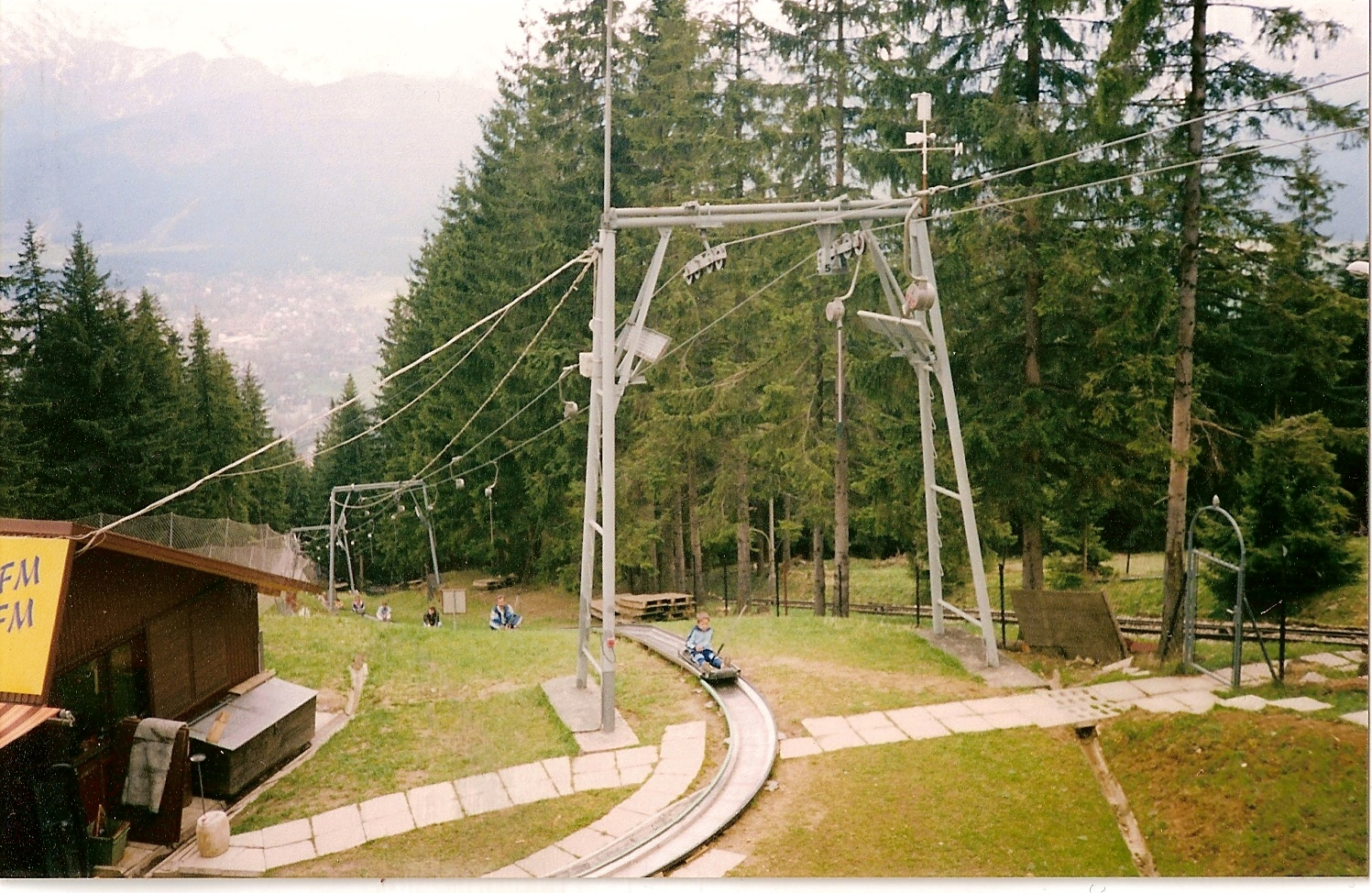
Schlepplift einer Sommerrodelbahn

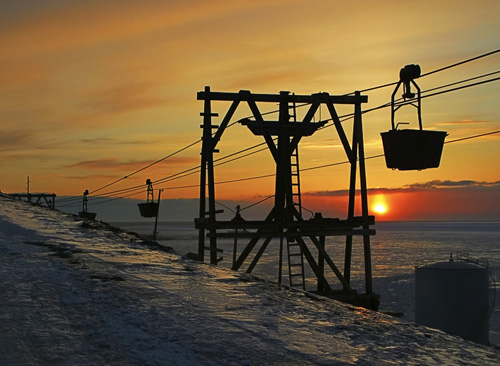
Von einer Materialseilbahn transportierte Lore

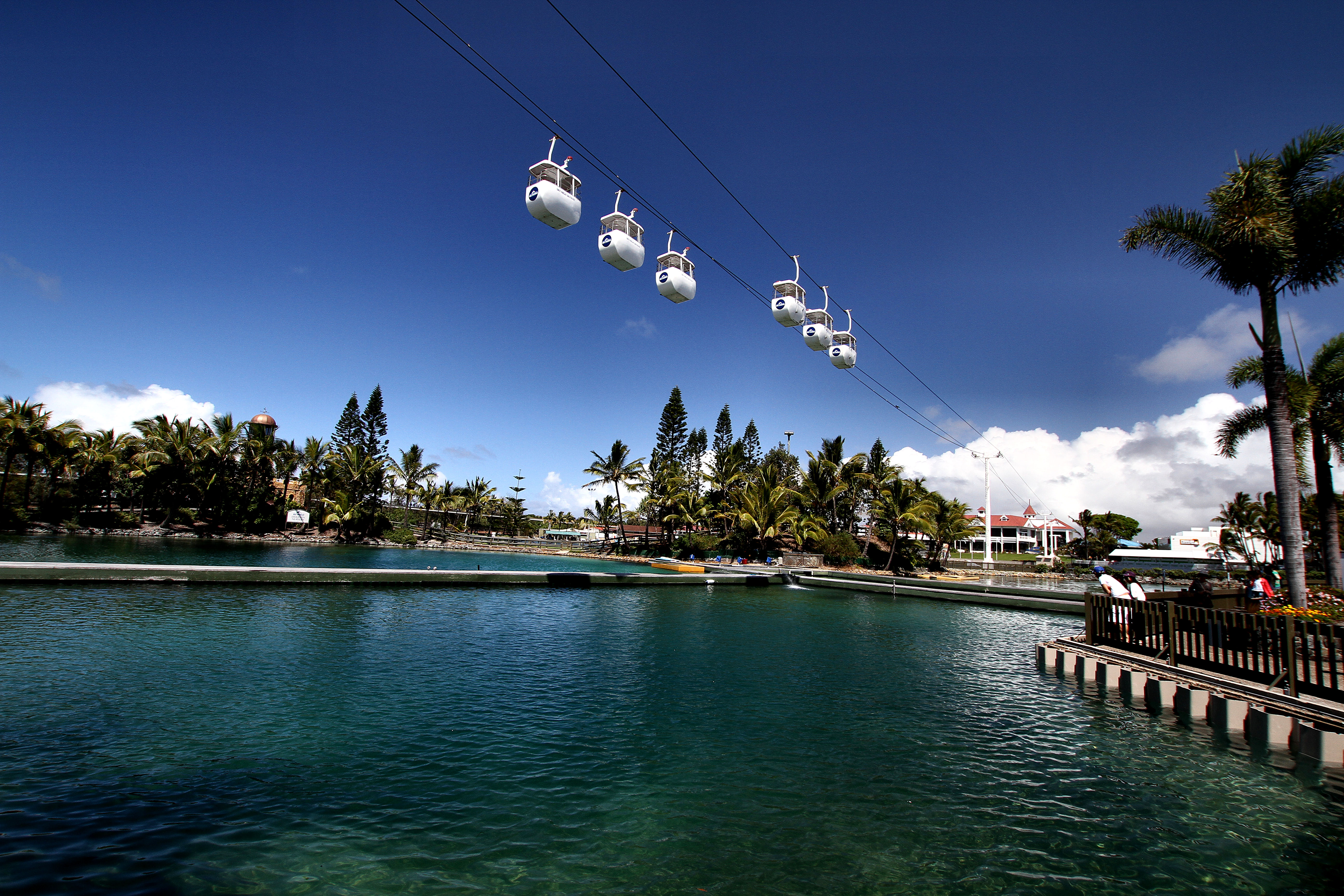
Die Gondeln einer Gruppenbahn begegnen einander auf halber Strecke

Zu den Luftseilbahnen werden zum Beispiel im Österreichischen Seilbahngesetz folgende Typen gezählt:
- Pendelseilbahnen, dabei werden deren Fahrbetriebsmittel ohne Wechsel der Fahrbahnseite zwischen den Stationen bewegt;
- Umlaufseilbahnen, deren Fahrbetriebsmittel auf beiden Fahrbahnseiten umlaufend bewegt werden. Dazu gehören
  - Kabinenseilbahnen, auch Gondelbahnen genannt, deren allseits geschlossene Fahrbetriebsmittel mit dem Seil betrieblich lösbar oder nicht lösbar verbunden sind;
  - Kombibahnen, bei diesen werden in abwechselnder Reihenfolge geschlossene Kabinen bzw. Gondeln und offene Liftsessel als Fahrbetriebsmittel eingereiht;
  - Sesselbahnen, das sind Seilbahnen, deren nicht allseits geschlossene Fahrbetriebsmittel mit dem Seil betrieblich lösbar verbunden sind;
  - Sessellifte, deren nicht allseits geschlossene Fahrbetriebsmittel mit dem Förderseil betrieblich nicht lösbar verbunden sind.

Eine eigene Kategorie bilden die
- Kombilifte, Anlagen, die im Winter als Schlepplift betrieben werden und im Sommer als Sesselbahn.

Zwar vom SeilbG erfasst, aber keine Luftseilbahnen sind naturgemäß die auf dem Boden fahrenden
- Schlepplifte, kuppelbar und fixgeklemmte Anlagen zum Transport für Wintersportler mit angeschnalltem Wintersportgerät, für zwei oder eine Person, selten auch für mehr;
- Schlepplifte mit niedriger Seilführung zum Anhalten am Seil oder an Bügeln.

Gesondert behandelt werden
- Materialseilbahnen.

Vom österreichischen Seilbahngesetz nicht erwähnt werden
- Korblifte, die am Förderseil fixgeklemmte Stehkörbe zur Beförderung von Passagieren haben – in Italien früher weit verbreitet

Das Österreichische Seilbahngesetz definiert die im allgemeinen Sprachgebrauch als 'Umlaufbahn' bezeichneten Anlagen 'Umlaufseilbahn' und die als Pendelbahn bezeichneten Anlagen 'Pendelseilbahn'.
Folgende Typenbezeichnungen sind ebenfalls in Gebrauch:
- 2S-Bahn, die moderne Form einer Zweiseil-Gondelbahn (ein Tragseil, ein Zugseil)
- 3S-Bahn, eine Dreiseil-Gondelbahn (zwei Tragseile, ein Zugseil)
- Gruppenbahnen (Gruppenumlaufbahnen und Gruppenpendelbahnen), dabei werden zwei bis fünf Kabinen in knappem Abstand voneinander an das Zugseil oder Förderseil geklemmt.
- Funitel, eine Gondelbahn mit einem als Doppelschleife verlegten Förderseil, bei dem in jeder Richtung zwei Stränge in die gleiche Richtung laufen, so dass die Kabinen mit sehr kurzen Gehängen an zwei weit auseinanderliegenden Förderseilen kuppelbar geklemmt sind.
- Funifor, eine einspurige Pendelbahn mit zwei weit auseinanderliegenden Tragseilen und einem in einer Doppelschleife verlegten, endlos gespleißten Zugseil

Für die Anzahl der Seile, die zur Bezeichnung einer Seilbahn führt, sind unterschiedliche Zählsysteme in Gebrauch. Während sich der Sprachgebrauch weitgehend durchgesetzt hat, die Zahl der Förder-, Zug- und Tragseile pro „Fahrbahn“ (also pro Fahrtrichtung) zu addieren (eine Dreiseilbahn beispielsweise weist zwei Tragseile und ein Zugseil auf, das Funitel mit einer parallel geführten Seilschleife ist demgemäß eine Zweiseilbahn), werden mitunter nur die „systembestimmenden Funktionen der Seile“ gezählt, beispielsweise „tragen und ziehen“. Ein Funitel wird dann „Doppeleinseilumlaufbahn“ genannt, eine Zweiseilbahn als „Seilschwebebahn bei dem [sic!] die Fahrzeuge durch mindestens ein Tragseil getragen und durch mindestens ein Zugseil bewegt werden“ definiert.

## Bauarten

### Vergleich
| Bauart              | Transportkapazität (in Personen pro Stunde) |
| ------------------- | ------------------------------------------- |
| Dreiseilumlaufbahn  | 3.000 bis 5.500                             |
| Zweiseilumlaufbahn  | 3.000 bis 5.000                             |
| Einseilumlaufbahn   | 3.000 bis 4.500                             |
| Pendelbahnen a      | 2.800                                       |
| Gruppenpendelbahn a | 600                                         |
| Gruppenumlaufbahn a | 400                                         |

### Pendelseilbahn

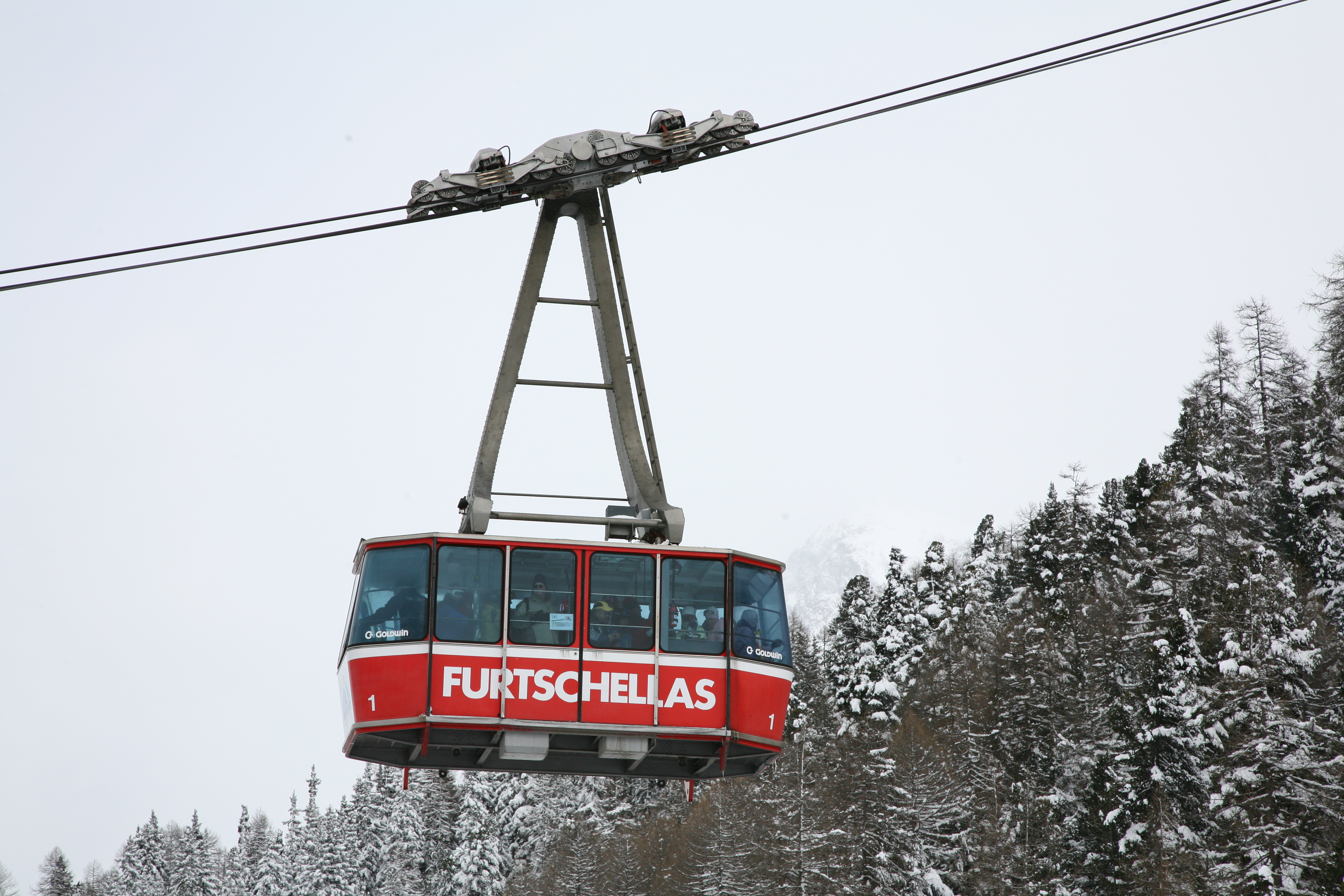
Pendelbahn Furtschellas (Schweiz)

Die Pendelseilbahn ist die „klassische“ Luftseilbahn. Bei dieser Bauart verkehren ein oder zwei Fahrzeuge, gezogen von einem Zugseil, auf einem Tragseil auf einer Fahrspur fahrend zwischen zwei Stationen im Pendelverkehr (wovon sich der Name ableitet) hin und zurück. Kleinere Anlagen und Gruppenpendelbahnen kommen oft nur mit einem einzigen Förderseil aus, welches die Fahrzeuge zugleich trägt und bewegt (Einseilpendelbahn). Da keine Stationsdurchfahrt erfolgt, wechseln die Kabinen jeweils die Fahrtrichtung und bleiben auf derselben Fahrspur.
Vorteile von Pendelbahnen liegen darin, dass die Stationen technisch einfacher als solche von Umlaufseilbahnen gestaltet werden können, weil keine Stationsdurchfahrten oder An- und Abkuppelvorgänge stattfinden. Pendelseilbahnen können große Fahrzeuge (maximal 200 Personen in einer Doppelstock-Kabine) oder schwere Lasten über weite Spannfelder mit großem Bodenabstand transportieren. Ein Nachteil ist die umgekehrt proportional zur Streckenlänge und damit zunehmender Fahrtdauer abnehmende Beförderungskapazität, diese ist somit bei Pendelbahnen nicht nur von der Fahrzeuggröße und Fahrgeschwindigkeit, sondern auch vom Stationsabstand abhängig.
Je nach benötigter Transportkapazität werden einspurige oder zweispurige Pendelbahnen errichtet. Bei der überwiegenden Zahl der zweispurigen Pendelbahnen sind die Laufwerke der beiden Kabinen durch ein Zugseil miteinander verbunden, das in einer der Stationen über eine normalerweise von einem Elektromotor angetriebene Seilscheibe geführt wird. Gegen die andere Station hin bildet das Gegenseil, das über eine mit einem Spanngewicht belastete Umlenkscheibe läuft, zusammen mit dem Zugseil eine geschlossene Schleife. Der Vorteil von zweispurigen Pendelbahnen mit verbundenen Fahrzeugen liegt im geringeren Energiebedarf, siehe dazu Seilbahn#Energiebedarf.
Bei einigen zweispurigen Pendelseilbahnen, die lediglich geringe Höhenunterschiede überwinden, werden für jede Richtung getrennte Zugseilschleifen und Antriebe eingesetzt (das Zugseil läuft dabei leer zurück). Solche Anlagen können unabhängig voneinander betrieben werden; in Zeiten geringen Fahrgastaufkommens kann der Fahrbetrieb auf eine Spur reduziert werden, ebenso kann eine Kabine als Bergefahrzeug für eine womöglich stecken gebliebene Kabine der anderen Spur eingesetzt werden. Beispiele für solche Anlagen sind die Roosevelt Island Tramway seit dem Umbau im Jahre 2010 oder der Vanoise Express. Funifor-Anlagen basieren im Regelfall ebenfalls auf diesem Prinzip.
Für Beförderungsaufgaben mit geringerem Fahrgastaufkommen, kurzen Strecken oder bei Materialseilbahnen werden auch einspurige Pendelseilbahnen mit nur einer Fahrbahn und einem Fahrzeug errichtet. Sie können mit einer geschlossenen Zugseilschleife ausgeführt sein oder als sog. Windenbahn. Sofern bei der Talfahrt kein Gegenhang zu überwinden ist und die Schwerkraft als Antrieb bei der Talfahrt ausreicht, kann das Fahrzeug von einer in der Bergstation untergebrachten Seilwinde gezogen werden (Beispiel: die 2005 eröffnete Luftseilbahn Lauterbrunnen–Grütschalp).
Mit ebenfalls nur einer Seilschleife kommen solche einspurige Bahnen aus, bei denen das rücklaufende Zugseil zugleich als Tragseil dient. Sie wurden vorwiegend als Privatbahnen zu Bergbauernhöfen errichtet. Diese kostengünstige Variante hat den Vorteil, dass weniger Seilmaterial gekauft werden muss, aber den Nachteil, dass die Gummibeläge der Rollen, mit denen die Fahrzeugkabine über das Tragseil fährt, sich doppelt so schnell wie bei einem feststehenden Tragseil abnutzen.

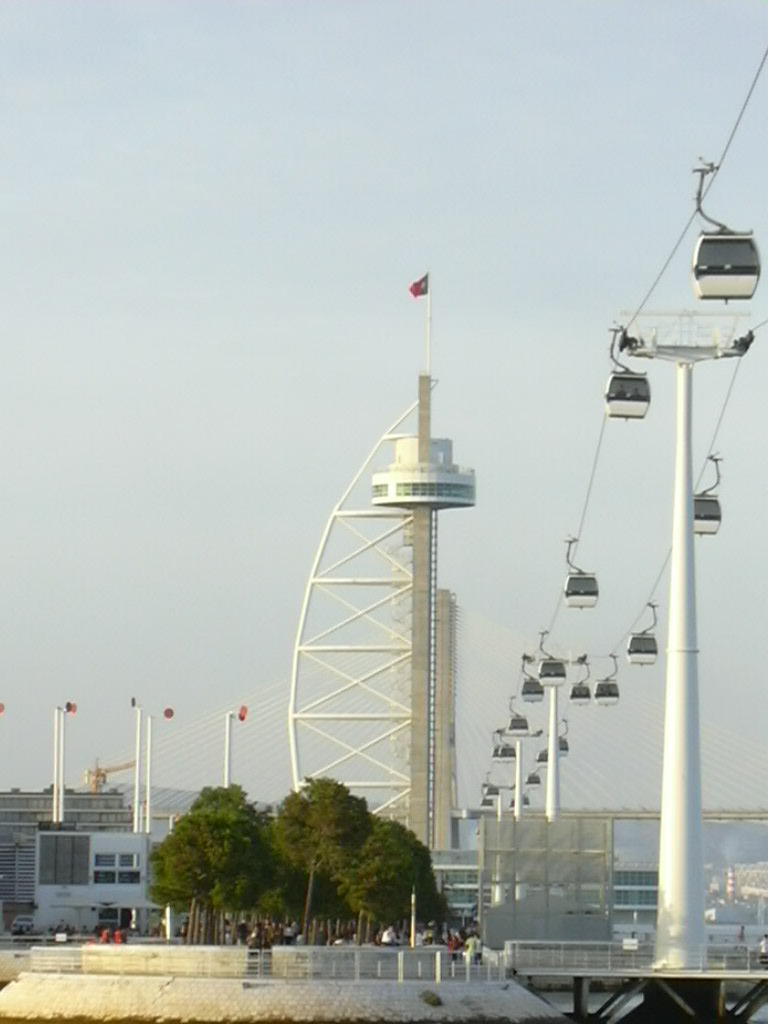
Seilbahn vom Bahnhof zum Park der Nationen, dem ehemaligen Ausstellungsgelände der Expo 98 in Lissabon

### Umlaufseilbahn

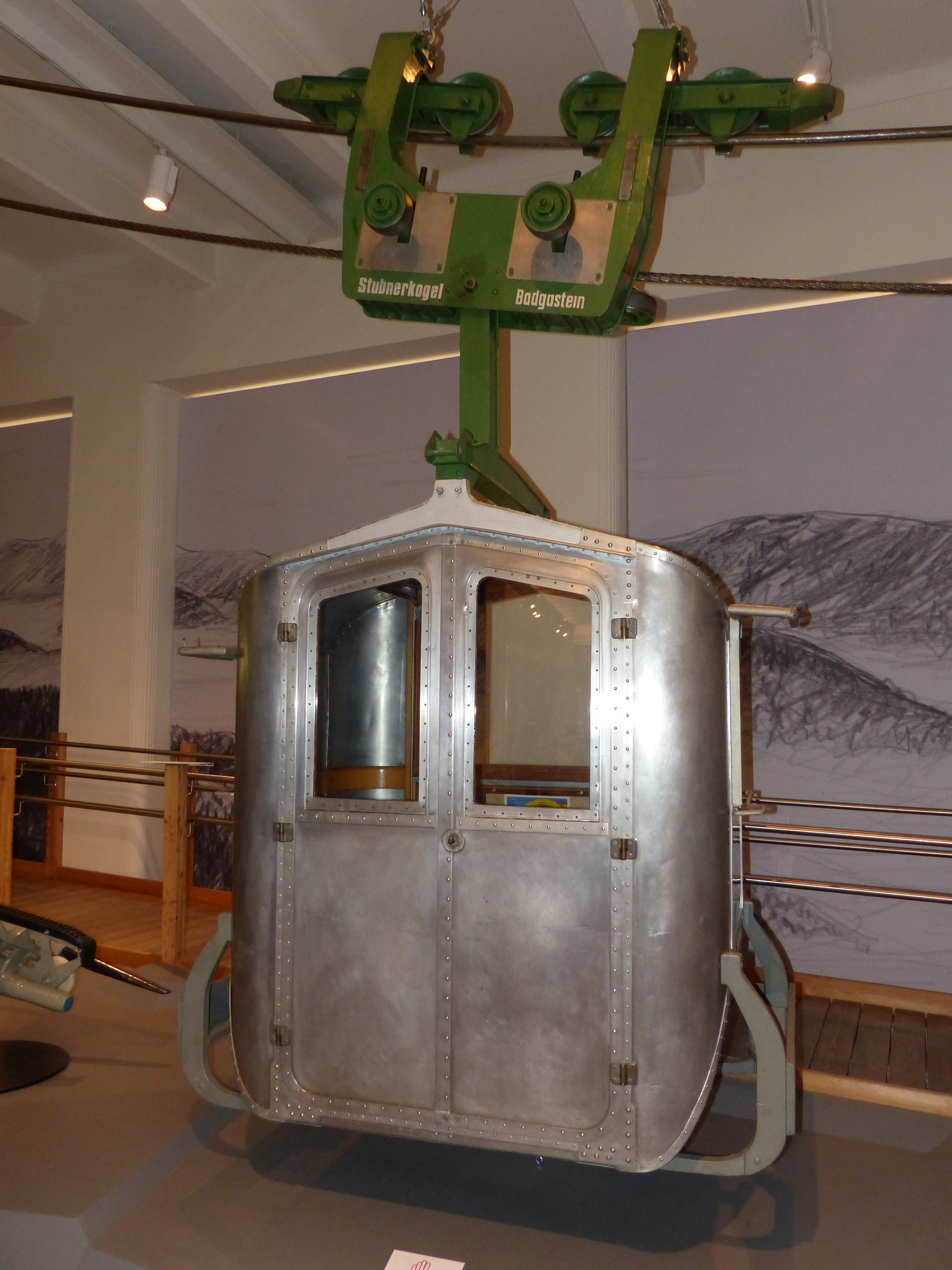
Stubnerkogelbahn-Kabine 1950, erste Umlaufseilbahn für Personentransport in Österreich, Technisches Museum Wien

Die Umlaufseilbahn hat zwischen den Stationen ein endlos gespleißtes, ständig umlaufendes Zugseil oder Förderseil, an das eine Reihe von Gondeln, Sesseln oder Materialkübeln geklemmt sind, die dadurch auf einer Seite von einer Station zur anderen und auf der Gegenseite wieder zurück fahren. Die Bewegungsrichtung der Fahrzeuge ist daher immer vorwärts. Umlaufseilbahnen verkehren dadurch als Stetigförderer.
Umlaufseilbahnen, bei denen die Fahrzeuge fest (fix geklemmt) am Förderseil befestigt sind, werden meist ‑Lifte genannt (beispielsweise „Schlepplift“, „Sessellift“). Fix geklemmte Seilbahnen müssen langsamer als kuppelbare Anlagen fahren, um gefahrloses Ein- und Aussteigen zu ermöglichen, außerdem sind Gondeln meistens auf eine Kapazität von zwei Personen beschränkt. Man bezeichnet diese Kabinenbahnen, je nachdem, ob die Kabinen offen oder geschlossen sind, als Korblifte (in denen die Passagiere stehen) oder Gondellifte.

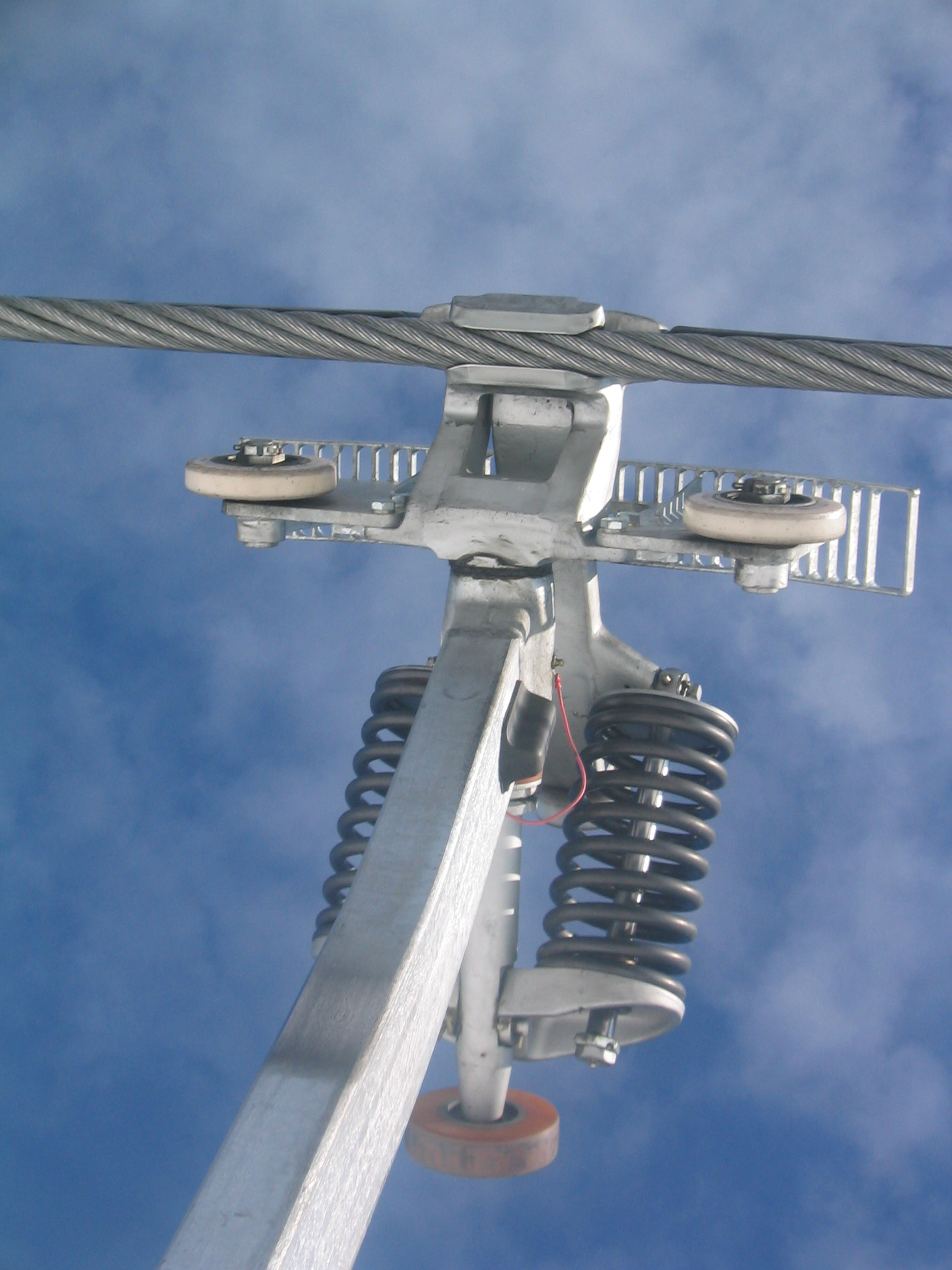
Kuppelbare Umlaufseilbahn:
Eine lösbare Federklemme verbindet das Betriebsmittel mit dem Seil

Bei den kuppelbaren Bahnen (beispielsweise einer „Sesselbahn“) werden die Fahrbetriebsmittel mittels einer kuppelbaren Klemme in der Station vom Zugseil oder Förderseil abgekuppelt, verzögert und auf eine Hängeschiene gefahren, an der sie langsam durch die Stationskurve zur Gegenrichtung bewegt werden, wo sie beschleunigt und wieder angekuppelt werden. Da das Beschleunigen und Abbremsen innerhalb der Stationen erfolgt, sind die Stationen wegen der dazu nötigen Wegstrecken länger als bei Pendelbahnen.
Die Fahrzeuge können bei einigen Anlagen dabei auch zum Stillstand gebracht oder über Weichen auf anderen Schienen gebracht und zum bequemen Einsteigen ins Erdgeschoss abgesenkt werden (beispielsweise bei der neuen Galzigbahn).
Während Betriebsruhezeiten werden die abgekuppelten Fahrzeuge auf Abstellgleisen („Gondelgarage“, „Gondelremise“) in den Stationen geparkt („garagiert“), um die Seile zu entlasten und die Fahrzeuge vor Witterungseinflüssen (Wind, Neuschnee) zu schützen.
Bei manchen kuppelbaren Umlaufseilbahnen kann je nach Beförderungsnachfrage die Zahl der auf die Strecke geschickten Fahrzeuge vermindert werden.

#### Einseilumlaufbahn
Bei der Einseilumlaufbahn dient das Seil gleichzeitig als Trag- und als Zugseil und wird Förderseil genannt. Sesselbahnen sind immer, Gondelbahnen in der Mehrzahl Einseilumlaufbahnen.

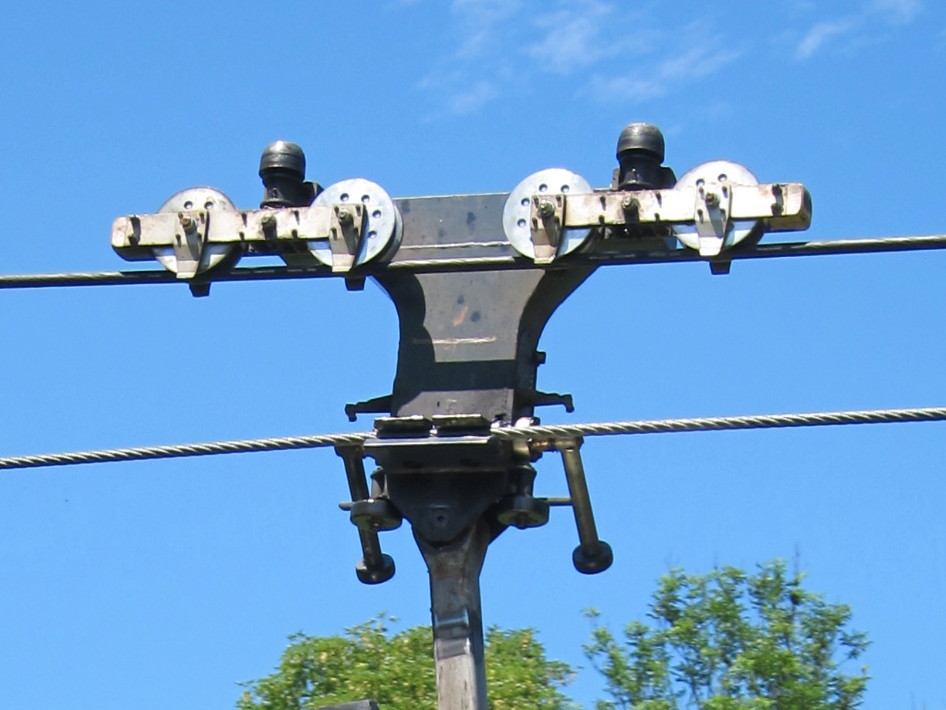
Laufwerk einer Zweiseilumlaufbahn mit Tragseilrollen und Zugseilklemme

#### Zweiseilumlaufbahn
Bei der Zweiseilumlaufbahn rollen die Gondeln oder Materialkübel mit Laufwerken auf einem stehenden Tragseil und werden mit einer Kupplung an ein umlaufendes Zugseil geklemmt, von dem sie über die Strecke gezogen werden. Moderne Zweiseilumlaufbahnen für den Personentransport werden als 2S-Bahn bezeichnet.

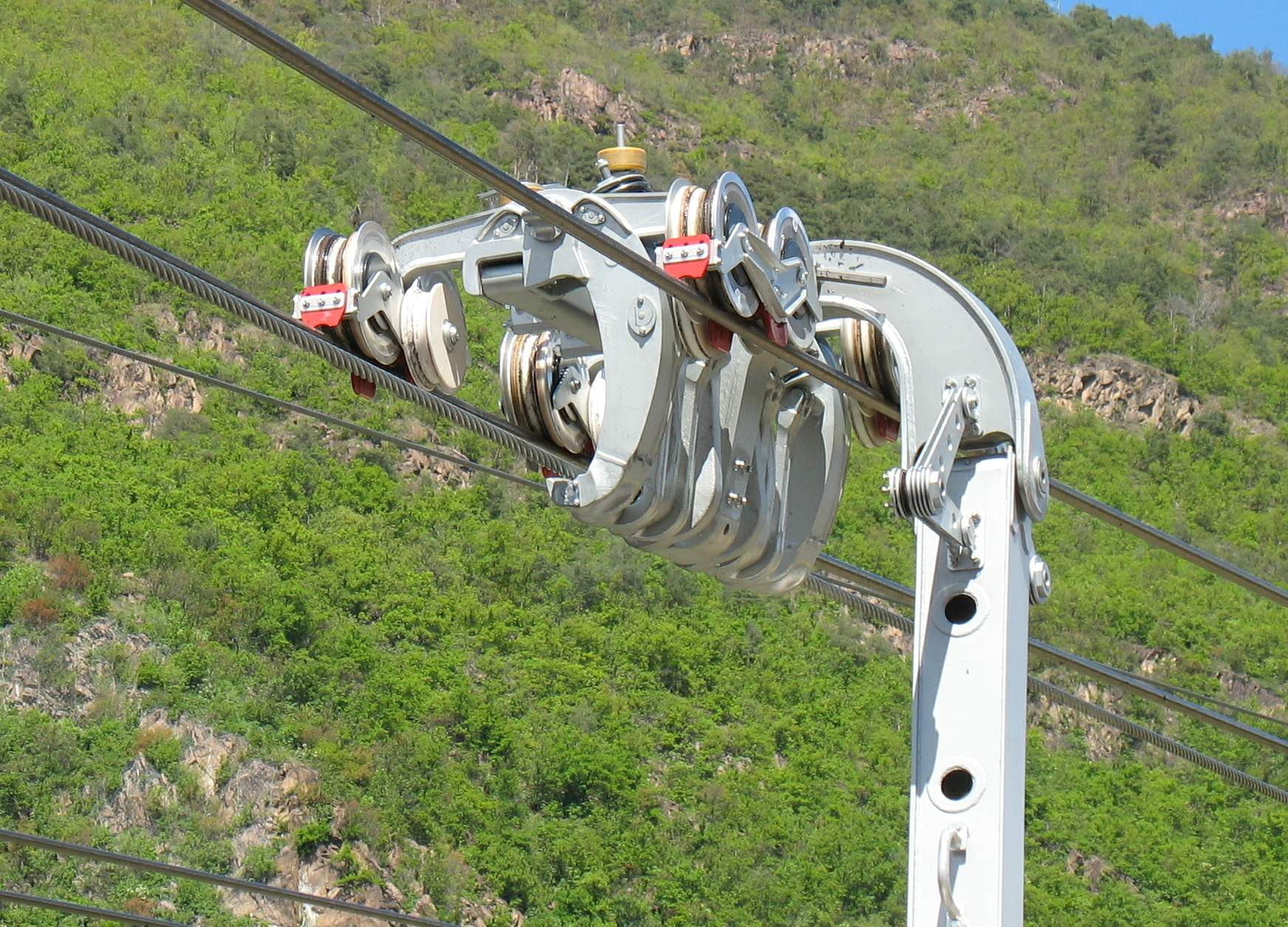
Laufwerk einer Dreiseilumlaufbahn

#### Dreiseilumlaufbahn
Die Dreiseilumlaufbahn hat zwei Tragseile, wodurch deutlich größere Gondeln für bis zu 30 Personen und mehr eingesetzt werden können, die von einem Zugseil gezogen werden. Sie wird auch als 3S-Bahn bezeichnet.

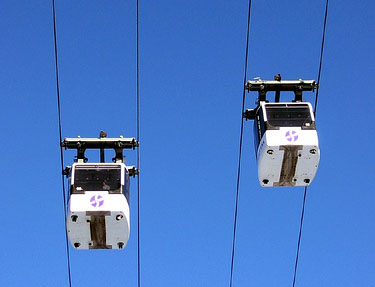
Funitel-Kabinen

#### Funitel
Die Funitel ist eine Doppeleinseil-Umlaufbahn ohne Zugseil, bei der ein Förderseil endlos zu einer Doppelschleife gespannt wird, wodurch zwei parallel mit gleicher Geschwindigkeit laufende Förderseile je Richtung resultieren, auf die die Fahrzeuge angekuppelt werden. In der Anfangszeit verwendete man dazu zwei separate Förderseilschleifen, wobei es zu Problemen kam, beide synchron mit der gleichen Geschwindigkeit zu betreiben. Die Kabine ist dabei an kurzen Gehängen zwischen den beiden in Kabinenbreite verlaufenden Seilen angekuppelt. Dies verleiht dem Seilbahntyp hohe Tragekapazität und gute Windstabilität, er ist jedoch von der Stützenentfernung eher mit der Einseilumlaufbahn ohne Tragseil zu vergleichen. Diese Bahnen dienen vorwiegend als windstabile Hauptzubringer zu Skigebieten, bei denen die Rückbringung der Skigäste auch bei Wetterverschlechterung und ungünstigen Windverhältnissen gewährleistet sein muss.
Der Vorläufer der Funitels ist das Double Monocable Creissels, kurz DMC, das diesem zwar ähnelt, aber eine schmalere Seilspur und statt einer doppelt gelegten Seilschlaufe zwei einzelne hat.

### Selbstfahrende Seilbahnen

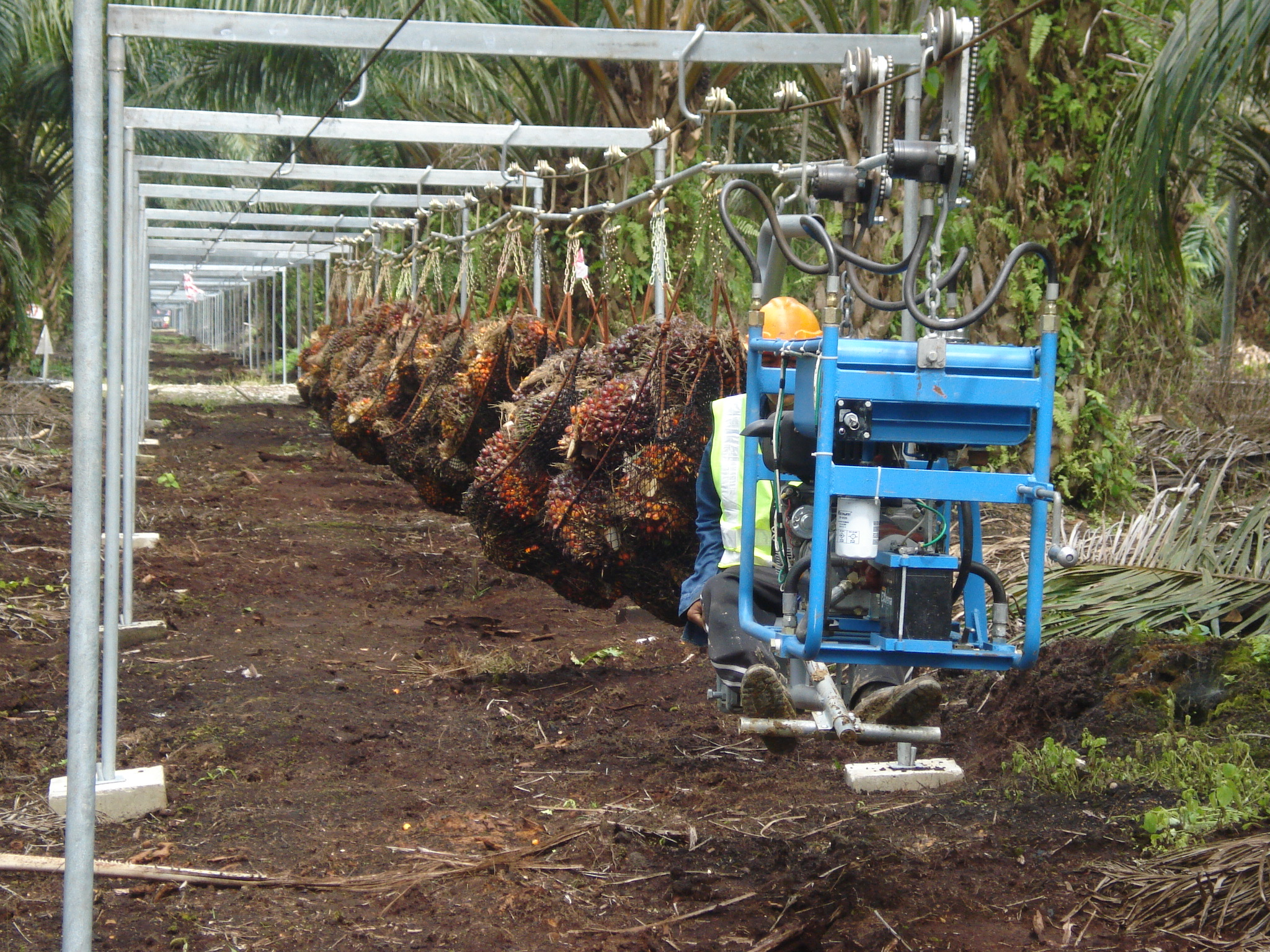
Ernteseilbahn auf einer Ölpalmenplantage, bei der ein Fahrzeug wie ein Traktor die restlichen Fahrzeuge zieht

Es wurden auch Seilbahnen entwickelt, bei denen sich der Antriebsmotor im Fahrzeug befindet (auch „Seilkletterbahnen“ genannt). Beispiele hierfür sind die (in den 1990er Jahren abgebaute) Josefsbergseilbahn bei Meran sowie die hauptsächlich für Erntearbeiten eingesetzten Materialseilbahnen Lasso Cable.
Selbstfahrende Seilbahnen erreichen die höchsten Förderleistungen, wobei auch die Stützen einfacher gebaut werden können, nachteilig dabei ist, dass große Steigungen von den selbst angetriebenen Kabinen nicht einfach bewältigt werden können.
Bei Luftseilbahnen werden selbstfahrende Bergefahrzeuge als Bergebahn eingesetzt, um Fahrgäste bei einem unbeabsichtigten längeren Stillstand der Anlage an Stellen, bei denen ein Abseilen nicht möglich ist, zu bergen. Dabei fährt das Bergefahrzeug mit eigenem Antrieb auf dem Tragseil oder Förderseil zu den hängengebliebenen Fahrzeugen, und die Passagiere können in das Bergefahrzeug umsteigen (mehr dazu bei #Bergung).

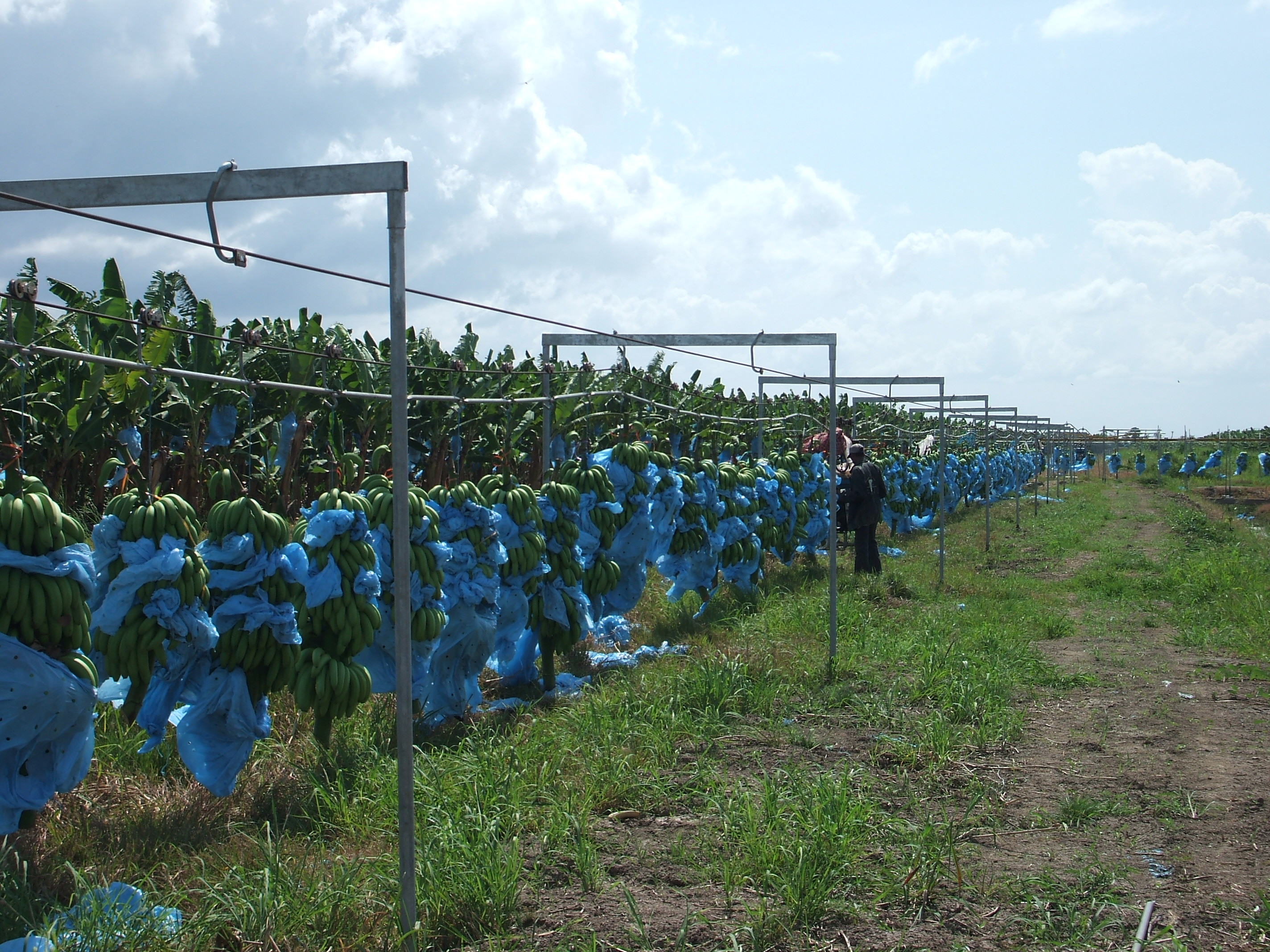
Seilbahn zum Transport von Bananenbüscheln

### Manuell bewegte oder schwerkraftangetriebene Seilbahnen
In Gebieten ohne Stromversorgung werden Seilbahnen zum Material- und Personentransport auch nur unter Ausnutzung der Lageenergie oder durch Ziehen und Schieben der Lasten – etwa bei der Ernte von schweren Bananenbüscheln und in Stollen von Bergwerken – oder als Seilrutsche betrieben. Gelegentlich werden auch bei der Holzbringung temporär aufgebaute Seilbahnen eingesetzt.
Skycycle werden Einrichtungen in Vergnügungsparks genannt, bei denen Tragseile mittels Fahrrädern stehend (beispielsweise das Skycycle im Eden Nature Park in Davao) oder an liegeradähnlichen Gehängen hängend (beispielsweise das Skycycle im Hidden Worlds Family Cenote Park in Tulum, Mexiko) durch Muskelkraft betrieben befahren werden.
Bei der Fuldaseilbahn Beiseförth wird mittels eines Kurbelantriebs ein Seilbahnkorb per Muskelkraft als Fährenersatz (ähnlich einer Schwebefähre) über den Fluss bewegt.
Bremsbahnen sind Luft- oder auch Standseilbahnen, die als Wasserballastbahn mit Hilfe von Wasser als Ballast das bergauf fahrende Fahrzeug ziehen. Sie wurden meist als Materialseilbahnen errichtet, nur wenige blieben bis heute erhalten, darunter in der Schweiz die Materialseilbahn Obermatt–Unter Zingel.

### Seilbahnen als Spielgeräte

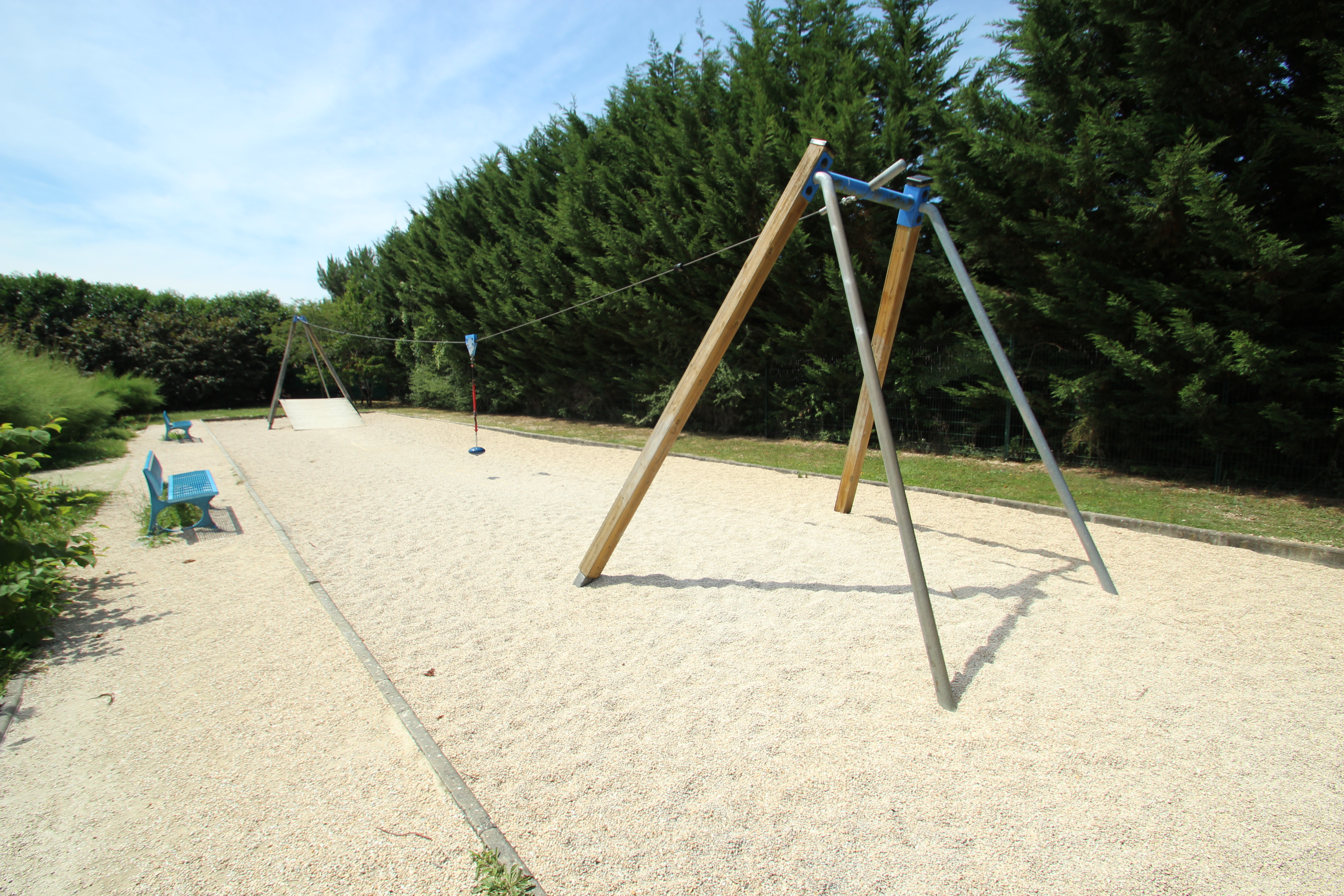
Eine Spielplatzseilbahn

Kleine Seilbahnen sind auch auf manchen größeren Spielplätzen anzutreffen, auch Tarzanbahn genannt. Sie unterliegen rechtlich nicht den Seilbahngesetzen. Es wird ohne Motorkraft nur unter Ausnutzung der Schwerkraft gefahren.
In der Erlebnispädagogik werden Seilbahnen als Seilrutsche („Flying Fox“) von den Teilnehmern selbst gebaut und zum Überqueren von Gewässern oder Schluchten benutzt.

## Funktionsweise

### Betrieb
Die Mehrzahl der Luftseilbahnen wurden bisher für gerade Strecken von Punkt zu Punkt mit nur je einer Start- und Zielstation errichtet. Zwischenstationen werden für Richtungsänderungen (meist bei Umlaufseilbahnen, beispielsweise die Winkelstation der Ngong-Ping-360-Seilbahn) oder für zusätzliche „Haltestellen“ zum Ein- und Aussteigen vorgesehen.
Bei Stützen sind Richtungsänderungen nur mit kleineren Winkelabweichungen möglich, für größere Winkel oder Streckenverschwenkungen sind Zwischenstationen und/oder Gleisführung auf Schienen nötig. Werden mehrere Seilbahnen zu einer Linie verbunden, nennt man diese getrennten Streckenabschnitte Sektionen.
Innerstädtische Gondelbahnen werden heutzutage vielfach mit mehreren Zwischenhaltestellen gebaut, beispielsweise in Ankara mit zwei Zwischenstationen, in Rio de Janeiro die Seilbahn Complexo do Alemão mit vier Zwischenstationen oder in La Paz zwei Sektionen mit zusammen rund 8 km Länge, wodurch sich fünf „Zwischenstationen“ ergeben.

### Fahrbetriebsmittel
Die Fahrbetriebsmittel sind die üblicherweise selbst antriebslosen Fahrzeuge der Luftseilbahn. Diese können in vielfältiger Form beispielsweise als Kabinen, Gondeln, Sessel, Lastplattformen, Schüttgutloren oder bei Schwerlastseilbahnen als Lastgehänge mit eingebauten Hubwinden ausgeführt werden. Sie sind je nach Bauart über ein Gehänge entweder mit dem Laufwerk verbunden, das vom Zugseil gezogen auf gummigefütterten Hohlkehlrollen auf den fest montierten Tragseilen fährt oder mit einem an- oder abkuppelbaren Klemmapparat oder einer festen (im Betriebsumlauf nicht lösbaren) Seilklemme mit dem umlaufenden Förderseil verbunden (siehe dazu auch Müller-Klemme und System Wallmannsberger).
Bei großen Steigungswinkeln der Seile müssen die Gehänge entsprechend lang sein, um ein Anschlagen der Fahrbetriebsmittel an das Seil bei einem Pendeln in Fahrtrichtung zu verhindern.
Eine seltene Form sind doppelstöckige Gondeln (z. B. Vanoise Express in Frankreich). Bei der neuen Cabrio-Seilbahn auf das Stanserhorn wurden die Gehänge seitlich der Kabinen angebracht, Hydraulikzylinder nivellieren Längspendelungen der Fahrzeuge sofort aus.

### Stützen

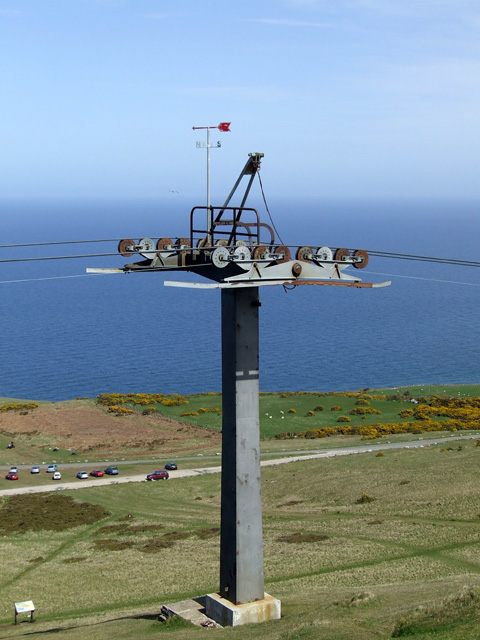
Stütze mit Rollenbatterien und Anemometer (Windmessgerät)

Die Drahtseile werden häufig über Seilbahnstützen geführt, um den richtigen Bodenabstand von Seilen und Fahrbetriebsmitteln zu gewährleisten. Die bewegten Seile werden dabei mittels Rollenbatterien gestützt, niedergehalten, in der Spur gehalten oder in der Richtung verändert. Diese bestehen aus mehreren hintereinandergesetzten Rollen mit Hohlkehlprofil (sogenannten „Hohlkehlrollen“), welche meist aus Aluminiumguss gefertigt und mit Gummieinlagen ausgefüttert sind. Die Gummieinlagen bieten die Vorteile, Seilverschleiß, Laufgeräusch und dynamische Beanspruchung der mechanischen Teile niedrig zu halten und den Fahrkomfort zu verbessern (weniger litzeninduzierte Vibrationen), außerdem ist der Austausch der Gummieinlagen bei Verschleiß günstiger als der Austausch der gesamten Rollen.
Tragseile liegen auf den Seilsätteln in metallenen Führungsrinnen auf, die ein Überfahren durch die Laufwerke ermöglichen. Seilbahnstützen werden heutzutage aus Stahlrohr, Stahlformteilen oder Stahlbeton gefertigt, größere turmartige Bauwerke als Stahlfachwerkturm. Früher waren auch Holzstützen üblich, heute werden überwiegend Rohrkonstruktionen eingesetzt.
Häufig müssen Seilbahnen, besonders die Stützen, unter schwierigen Bedingungen, zum Beispiel auf Fels oder permanent gefrorenem Boden, errichtet werden. Oft ist der Ort, an dem eine Seilbahn errichtet werden soll, nicht mit üblicherweise verwendeten Baufahrzeugen zu erreichen. In diesen Fällen wird häufig ein Hubschrauber oder eine temporäre Bauseilbahn zum Transport des Materials eingesetzt.

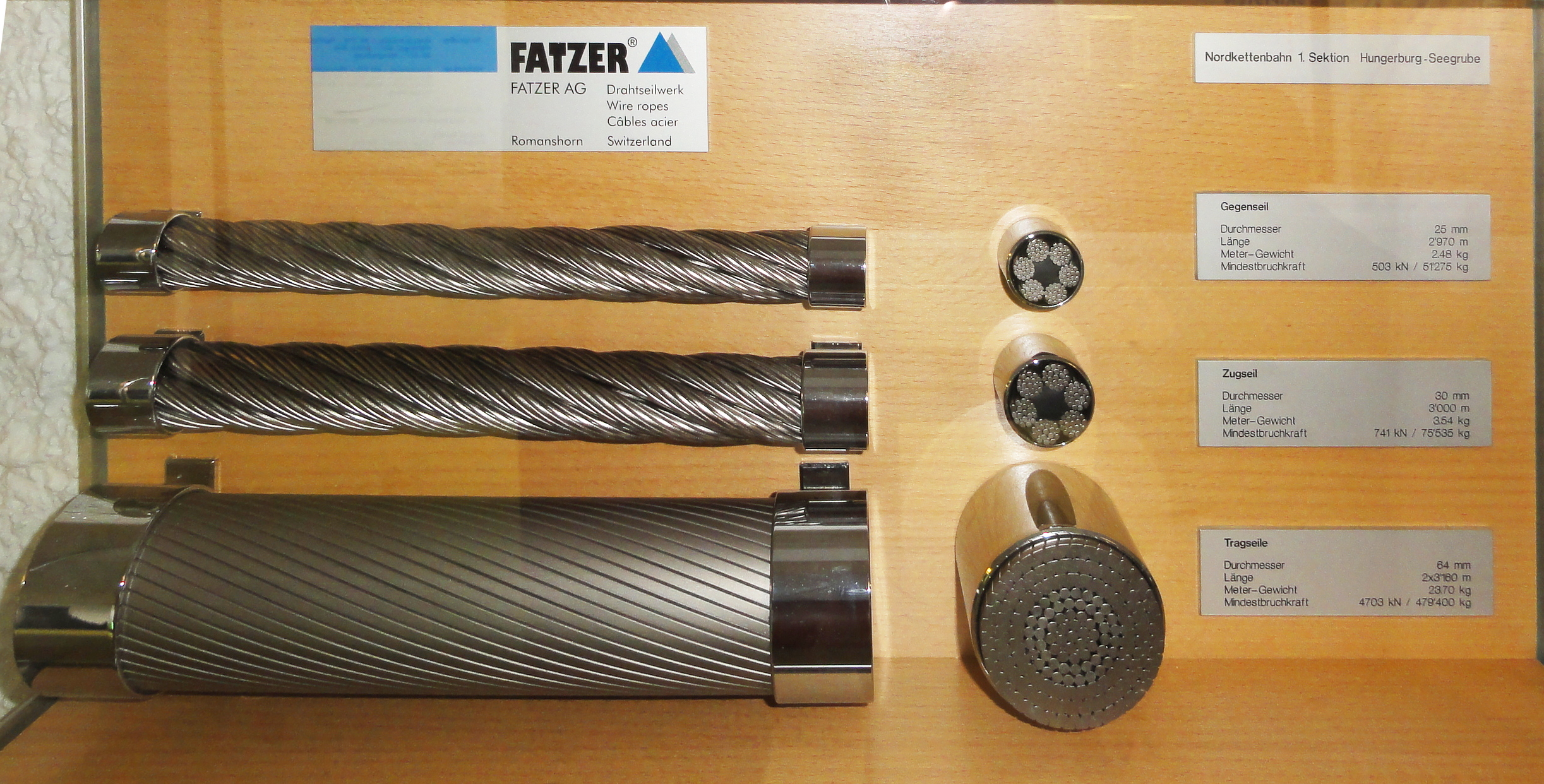
Gegenseil, Zugseil und viel dickeres, glattes Tragseil einer Seilbahn

### Seile
In der Seilbahntechnik werden Drahtseile als Zugseil und Tragseil verwendet. Seile, die zugleich Zug- und Tragfunktion erfüllen, werden Förderseile genannt.
Bei Umlaufseilbahnen werden die Enden von Förderseilen und Zugseilen mittels eines Langspleißes zu einer endlosen Schleife verbunden und die Fahrzeuge an das Zug- oder Förderseil fix geklemmt oder an- und abgekuppelt. Wegen der starken Biegebeanspruchung dieser Seile (enge Biegeradien im Bereich der Umlenkscheiben) müssen solche Seile als Gleichschlagseile ausgebildet werden. Deren Trägheitsmoment und Tragfähigkeit ist kleiner als jene der Seilarten, die für Tragseile verwendet werden.
Bei Pendelbahnen sind die Zugseile fest an den Laufwerken der Kabinen verankert. Oft werden für die untere Zugseilschleife bei Pendelbahnen (Unterseil) etwas dünnere Seile verwendet als für die durch das Gewicht der Kabinen stärker belastete Oberseilschleife (das sogenannte „Zugtrum“).
Die Tragseile sind in einer Station, meistens in der Bergstation, fest verankert und werden in der Gegenstation meist durch Spanngewichte gespannt. Bei den geschlossenen Zug- oder Förderseilschleifen werden Spanngewichte oder hydraulische Spannvorrichtungen eingesetzt, die über eine in Längsrichtung verschiebbare Umlenkscheibe die nötige Seilspannung erzeugen. Eine gleichbleibende Grundspannung der Seile ist erforderlich, um zu großen Durchhang der Seile zu vermeiden, Ausdehnung der Seile bei Temperaturerhöhungen zu kompensieren, Biege- und Querkraftbeanspruchungen durch die Fahrzeuge zu vermindern und die nötige Haftreibung auf den antreibenden bzw. bremsenden Seilscheiben zu gewährleisten. Größere Fahrzeuge verkehren meist auf zwei oder mehr Tragseilen pro Spur. Materialseilbahnen (zum Beispiel für hochalpine Baustellen) weisen bis zu sechs Tragseile auf, damit können auch Baumaschinen, schwere Bauteile und größere Betonkübel transportiert werden.

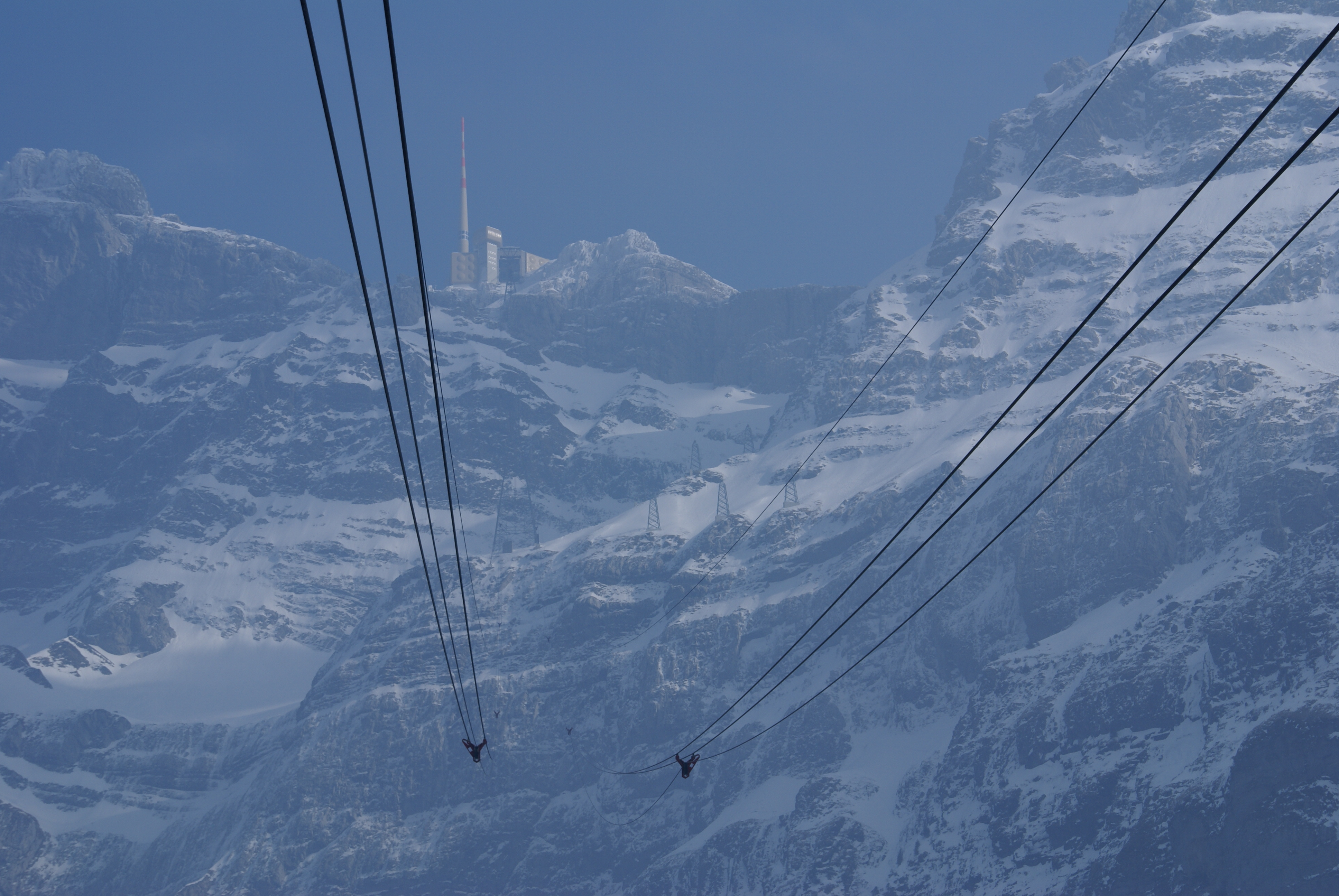
V-förmige Seilreiter einer Zweiseil-Pendelbahn (Säntis)

An den Tragseilen sind in größeren Abständen sogenannte Seilreiter fix angeklemmt (V-förmige bei Zweiseilbahnen, L-förmige bei Einseilbahnen). Diese dienen gleichzeitig als Unterstützung und Führung des Zugseiles und sichern bei Mehrseilbahnen den richtigen Abstand der Tragseile.
 
Die Position der Tragseile auf den Stützen muss in gewissen Zeitabständen verändert werden, weil an diesen Stellen die Seile aufgrund des Drucks zwischen Laufwerkrollen und dem tragenden Seilsattel flach gedrückt werden oder Seilschäden durch wiederkehrende Biege-, Knick- und Scherspannungen an immer den gleichen Stellen auftreten können. Die Tragseile sind in einer der Stationen mit einer Seilreserve meist auf einer Seiltrommel aufgewickelt und am „Seilpoller“ verankert. Zum Versetzen werden einige Meter der Seilreserve von dort abgelassen und die ganze Seiltour um dieses Stück auf der gesamten Strecke versetzt, bevor es wieder gespannt wird. Zugleich mit diesen Arbeiten werden auch die Seilreiter wieder an ihre Ausgangspositionen versetzt; deren Klemmen können das Seil ebenso punktuell schädigen. Sollte eine Seilreserve durch mehrfaches Versetzen aufgebraucht sein, muss ein neues Tragseil aufgelegt werden.
Auch an den Seilen von fix gekuppelten Bahnen ist ein regelmäßiger Klemmenversatz erforderlich, weil die geklemmten Stellen bei den Seilumlenkungen stärker beansprucht werden und dort die Gefahr von Seilbeschädigungen besteht. An- und abkuppelnde Klemmen können ein Zug- oder Förderseil auch beschädigen, aber nur in sehr geringem Maße. Drahtseile bei Seilbahnanlagen werden daher vorsorglich nur für einen begrenzten Zeitraum verwendet.
Die Lebensdauer eines Seiles hängt dabei zusätzlich von weiteren Parametern (Seilkonstruktion („Seilverschluss“), Seilfettung, Laufzeit, Anzahl der Biegewechsel, Radius der Umlenkrollen, Blitzschäden, u. a. m.) ab. Dabei gilt das Biegen des Zugseils an einer Umlenkrolle vom geraden in den gebogenen Zustand oder umgekehrt als halber Biegewechsel. So werden bei Funitel-Bahnen die Förderseile öfter umgelenkt als bei anderen Seilbahntypen, diese häufigeren Biegewechsel verursachen wegen der inneren Reibung der Litzen eine schnellere Abnutzung der Seile und erfordern ein Austauschen der Seile nach kürzeren Betriebszeiten als bei anderen Seilbahntypen.
Verlieren auf Rollen laufende Fahrbetriebsmittel oder Stützrollen den Seilkontakt, so wird dieser Vorgang als Seilentgleisung bezeichnet.

### Sicherheit
Fahrbetriebsmittel von Luftseilbahnen kollidieren selten mit anderen Hindernissen, eine Gefahr stellt hingegen der Einflug von Luftfahrzeugen in die Seile dar.
Häufiger treten Pendeln der Fahrbetriebsmittel und Schwingungen der Seile als Gefahrenquellen auf. Diese können unter anderem durch abrupte Notbremsungen, Änderung der Lastverteilung auf der Strecke, Schwingungsweiterleitung entlang der Seile (andere Fahrzeuge pendeln dann in Resonanz) und Wind (vor allem Seitenwind) hervorgerufen werden. Nach einem Notstopp einer Seilbahn wird vorsorglich gewartet, bis sich eventuelle Schwingungen beruhigt haben, bevor die Anlage wieder in Bewegung gesetzt wird.
Auftreten können dabei:
- Pendelungen der Fahrzeuge oder Schwingungen der Seile quer zu Fahrtrichtung (meist infolge von Seitenwind),
- Pendelungen in Fahrtrichtung (durch Beschleunigung oder Verzögerung der Seilgeschwindigkeit oder bei Stützenüberfahrten)
- senkrechte Schwingungen (die Trag- oder Förderseile schwingen samt den angehängten Fahrzeugen auf und ab)
- und infolgedessen Mischungen und Überlagerungen von Pendelungen und Schwingungen in alle Richtungen,
- sowie longitudinal weitergeleitete Schwingungen der Trag-, Zug- oder Förderseile.

Seilentgleisungen

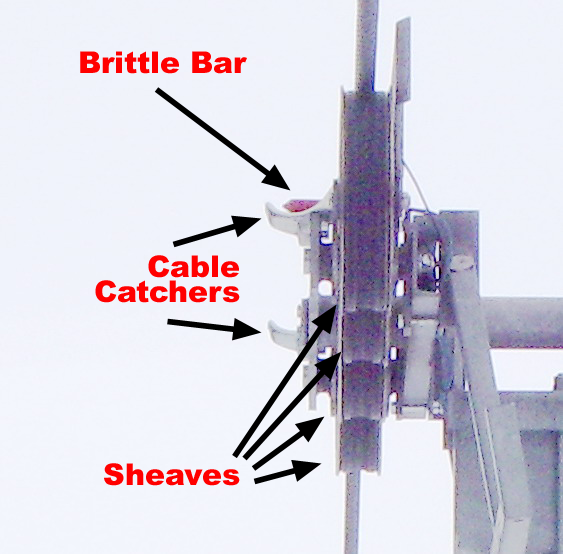
Bruchstabschalter („Brittle Bar“) und Seilfangschuhe („Cable Catchers“) sowie Hohlkehlrollen („Sheaves“) an einer Rollenbatterie

Während senkrechte Schwingungen zu einem Abheben der Seile von den Stützen führen können und auch Insassen aus den Liftsesseln geschleudert werden können, führen Pendelbewegungen ans Seil gekuppelter Fahrzeuge quer zur Fahrtrichtung zum Verdrehen des Seils (Torsion), wodurch das laufende Seil aus den Stützenrollen herausgedreht werden kann. Zur Vermeidung solcher Unfälle werden Messeinrichtungen (Seillagenüberwachung) installiert, die das Herausdrehen und auch außermittigen Seillauf signalisieren und die Fahrgeschwindigkeit verlangsamen oder die Anlage stoppen; ebenso schaltet bei einer Seilentgleisung ein Bruchstabschalter den Antrieb ab.
Wegen der damit verbundenen Gefahren ist deshalb absichtliches Wippen und Schaukeln in Sesseln von Sesselbahnen und -liften verboten, um ein Entgleisen des Seils oder das Anschlagen der Sessel an Stützen zu vermeiden.
Seilfangschuhe an den Stützen sollen verhindern, dass das Seil bei einer Seilentgleisung mitsamt den Fahrbetriebsmitteln auf den Boden fällt. Bei Starkwind werden Seilbahnen außer Betrieb gesetzt, Einseilbahnen können bis zu einer Seitenwind-Geschwindigkeit von ca. 60 km/h, Mehrseilbahnen mit parallel nebeneinander liegenden Trag- oder Förderseilen bis zu einer Seitenwind-Geschwindigkeit von ca. 100 km/h betrieben werden.
Nach einem Unfall am 29. Jänner 1992 am Nassfeld, bei dem bei der Sesselbahn Trögllift durch die Fehlfunktion von Seilrollen einer Seilbahnstütze das Seil aus der Führung lief, entgleiste, und bei den dadurch verursachten Seilschwingungen mehrere Personen aus den Sesseln geschleudert wurden und vier Abgestürzte starben, wurden weltweit Bordkanten aus Aluminium durch solche aus Stahl ersetzt und zusätzliche Sicherheitseinrichtungen eingeführt.

### Flugverkehr
Seilbahnen und Flugverkehr stellen wechselweise füreinander ein hohes Gefahrenpotential dar. Eine Kollision kann einen Seilriss sowie den Absturz eines Fluggeräts verursachen und Verlust von Menschenleben bedeuten. Militärjets haben dreimal Seilbahnseile – zuletzt 1998 in Cavalese – gekappt, ohne selbst abzustürzen. Helikopter sind viel stärker von Abstürzen bedroht. Paragleiter können an einem Seil verunfallen, ohne dieses zu schädigen.
Hohe Seilbahnen stellen Luftfahrthindernisse gemäß österreichischem Luftfahrtgesetz dar, deren Kennzeichnung von der Luftfahrtbehörde vorgeschrieben wird. Ein Seilbahnwarndreieck ist ein spitzwinkelig leuchtoranger Pfeil auf einer weißen Tafel mit etwa vertikal stehender Ebene, um für den horizontal anfliegenden Piloten gut erkennbar zu sein. Nahe den Enden einer Seilhängekurve wird ein Paar Pfeiltafeln so angeordnet, dass die Pfeile in Richtung der Seilsehne weisen. An der 1954 errichteten und betriebsbewilligten Vallugabahn wurden 1970 behördlich „westlich der Seilbahntrasse ... eine Warnkugelkette“ in etwa gleicher Höhe der Leertragseilkurve mit Kugeln mit Durchmesser 600 mm in Tagesleuchtfarbe signalorange mit Farbwert RAL 2005 und „überdimensionierte Seilbahn-Warndreiecke“, sichtbar bei horizontalem Anflug, teilweise mit „Tagesblinkleuchte mit signal-oranger Lichtfarbe“ vorgeschrieben. 1995 wurden für dieselbe Bahn Pfeile als RAL-2004-orange Warnkörper – dachartig dreidimensional hervortretend – auf 6 × 8 m großen Tafeln, RAL 9010 weiß, rot umrandet vorgeschrieben. Nach einer Flugzeugkollision mit einem Kleinflugzeug 2016, der der Pilot zum Opfer fiel und die das Tragseil beschädigte, wurde bemängelt, dass eine der Dreieckstafeln durch eine Lawinensprengvorrichtung teilweise verdeckt wurde.
Eine derartige Warnkugelkette wird in einem Schweizer Film über Montagearbeiten daran als Signalseil mit Signalkugeln bezeichnet.
Die Bauwerke um den Seileinlauf in Tal- und Bergstation orientieren sich schon aus technischen Gründen entlang der Richtung des Seilverlaufs. Eine klare Linienführung parallel zur Tangente der Seile oder parallel zur Sehne der Seilkurve läuft meist schräg zur Horizontale und nützt auch der besseren Erkennbarkeit einer Seilbahn aus der Luft. Mitunter sind kleine Stationen von Materialseilbahnen mit zwei oder drei weißen Tafeln samt Warnpfeilen schräg quaderförmig eingehaust.

### Zugseilüberschlag
Bei Zweiseil-Pendelbahnen kann es durch starke Seilschwingungen zu einem Zugseilüberschlag kommen, dabei übersteigt das Zugseil durch dynamische Einflüsse das Tragseil und legt sich über dieses. Da dieser Zustand bei laufender Anlage zur Zerstörung der Seile führt, muss ein solcher Überschlag zuverlässig erkannt und die Bahn umgehend zum Stillstand gebracht werden.

### Seilrisse
Seilrisse infolge von Materialermüdung traten vor allem in den Anfangstagen des Seilbahnwesens (vor dem Ersten Weltkrieg) auf. Durch Untersuchung der Schadensursachen wurden nach und nach die zugrunde liegenden Fehler erkannt, neue Konstruktionen gefunden und vorsorgliche Sicherheitsvorschriften erlassen. Beispielsweise waren damals die Seile zu wenig gespannt. Die sich ergebenden großen Seildurchhänge bewirkten kleine Seilradien bei den Tragseilschuhen der Stützen und starke Seilbiegungen und Biegebeanspruchungen unter einem Laufwerk beim Darüberfahren. Dies führte zu vermehrten Drahtbrüchen und Seilrissen. Der Südtiroler Seilbahnkonstrukteur Luis Zuegg steuerte dem mit erhöhten Seilgrundspannungen entgegen.
Anfangs wurde auch nicht erkannt, dass fixe Klemmen zu einer Knickbeanspruchung des Seils führen, wenn das Seil umgelenkt wird (einerseits wegen schlechter Schwingfestigkeit bei Wechselbeanspruchung und andererseits, weil die Einspannung eine Kerbwirkung bei der Seilbiegung ausübt). Ähnliche Knickbeanspruchungen im Mikrobereich treten bei durchhängenden Tragseilen an Stützen-Seilschuhen auf. Dies ist der Grund für die Betriebsvorschrift, dass fixe Klemmen in regelmäßigen Abständen entlang des Seils zu versetzen sind oder Tragseile zu versetzen sind (bei Tragseilen auch wegen der „walzenden“ Druckbelastungen während der Überfahrt der Tragrollen an einer Stütze).
Mittels Zug- und Tragseilen verkehrende Pendelbahnkabinen sind meist mit Fangbremsen ausgestattet, die bei einem Zugseilriss durch Schlaffseilerkennung die Bremsung vollautomatisch einleiten. Dabei wirken vorgespannte Bremszangen direkt auf die Tragseile und verhindern ein unkontrolliertes Zu-Tale-Rasen der Kabinen.

### Blitzeinschläge
Problematisch können Blitzeinschläge sein, die Seile oder andere Bauteile von Seilbahnen beschädigen können (siehe dazu Blitzschutz bei Seilbahnen). Vor Gewittern werden die meisten Seilbahnanlagen außer Betrieb gesetzt, und zur Verhinderung von Schäden die Seile zusätzlich geerdet. Die Drahtseile werden regelmäßig visuell überprüft. Bei Tragseilen findet diese Kontrolle von einem Fahrzeug aus statt, Zug- und Förderseile werden beim Stationseinlauf geprüft. Zudem werden mit Verfahren der zerstörungsfreien Werkstoffprüfung, wie der magnetinduktiven Methode, die Seile regelmäßig überprüft.

### Bergung

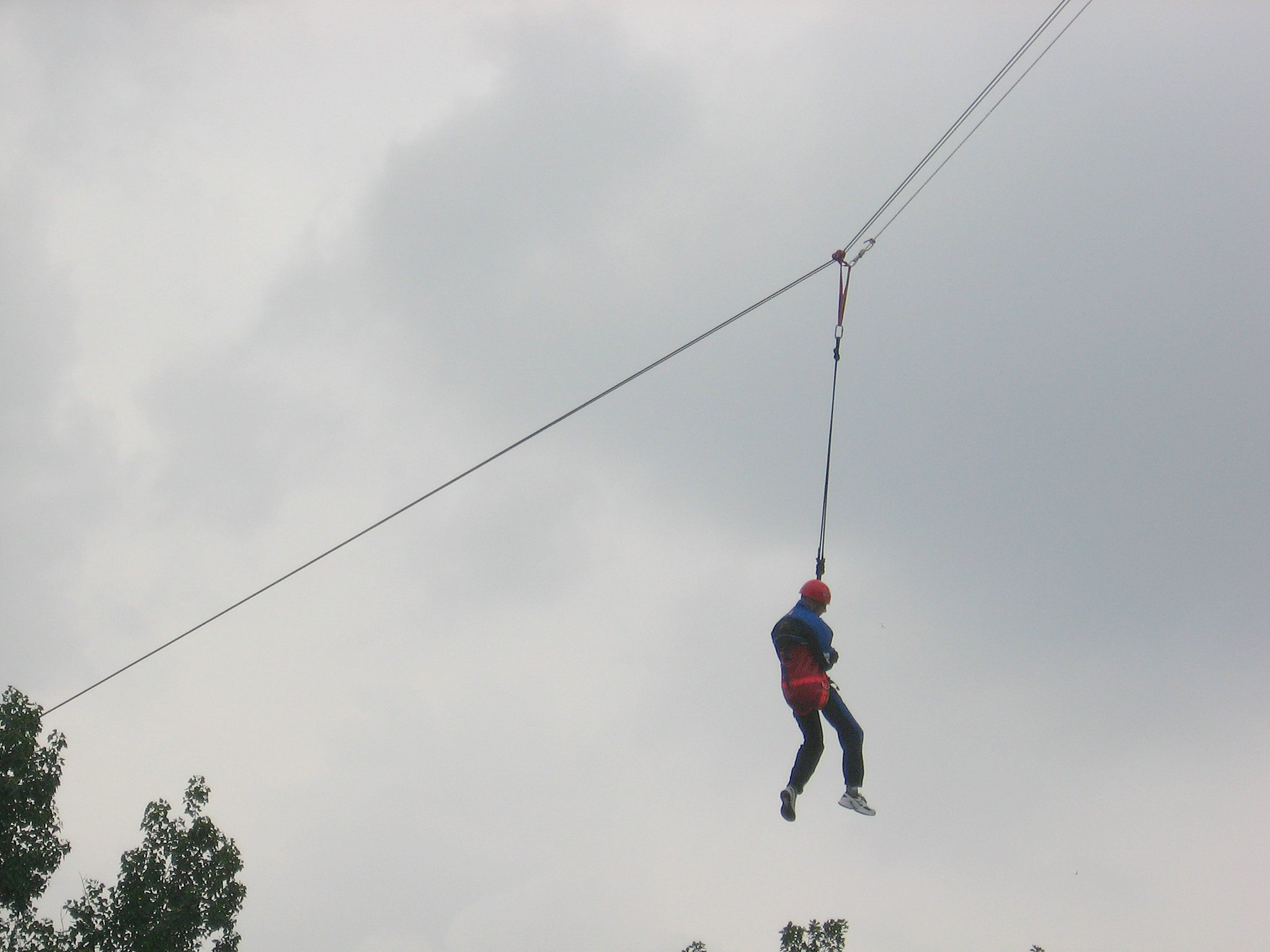
Das Seilbahnprinzip kann auch zur Bergung von Personen eingesetzt werden (Seilrutsche)

Bei Störungen mit länger dauernder oder nicht absehbarer Betriebsunterbrechung werden die in den Fahrzeugen auf der Strecke gefangenen Passagiere von Luftseilbahnen von dahingehend geschulten Rettungskräften bisher vor allem
- mithilfe von Bergegerätschaften (Drehleiter, Hubsteiger, Teleskopmast) vom Boden aus,
- mit Bergegondeln (mit gesondertem Antrieb auf den Trag- oder Förderseilen fahrende Fahrzeuge, zu denen über einen Notsteg umgestiegen werden kann),
- durch Abseilen ins Gelände
- oder Seilbergung mittels Hubschrauber

geborgen.
Ausgearbeitete Bergungskonzepte oder bei manchen Anlagetypen zusätzliche Räumungskonzepte (Fahrt aller Fahrzeuge in die nächste Station auch bei Ausfall des Hauptantriebs) sind die Voraussetzungen zur Erlangung einer Seilbahn-Betriebsbewilligung.

### Geschwindigkeit

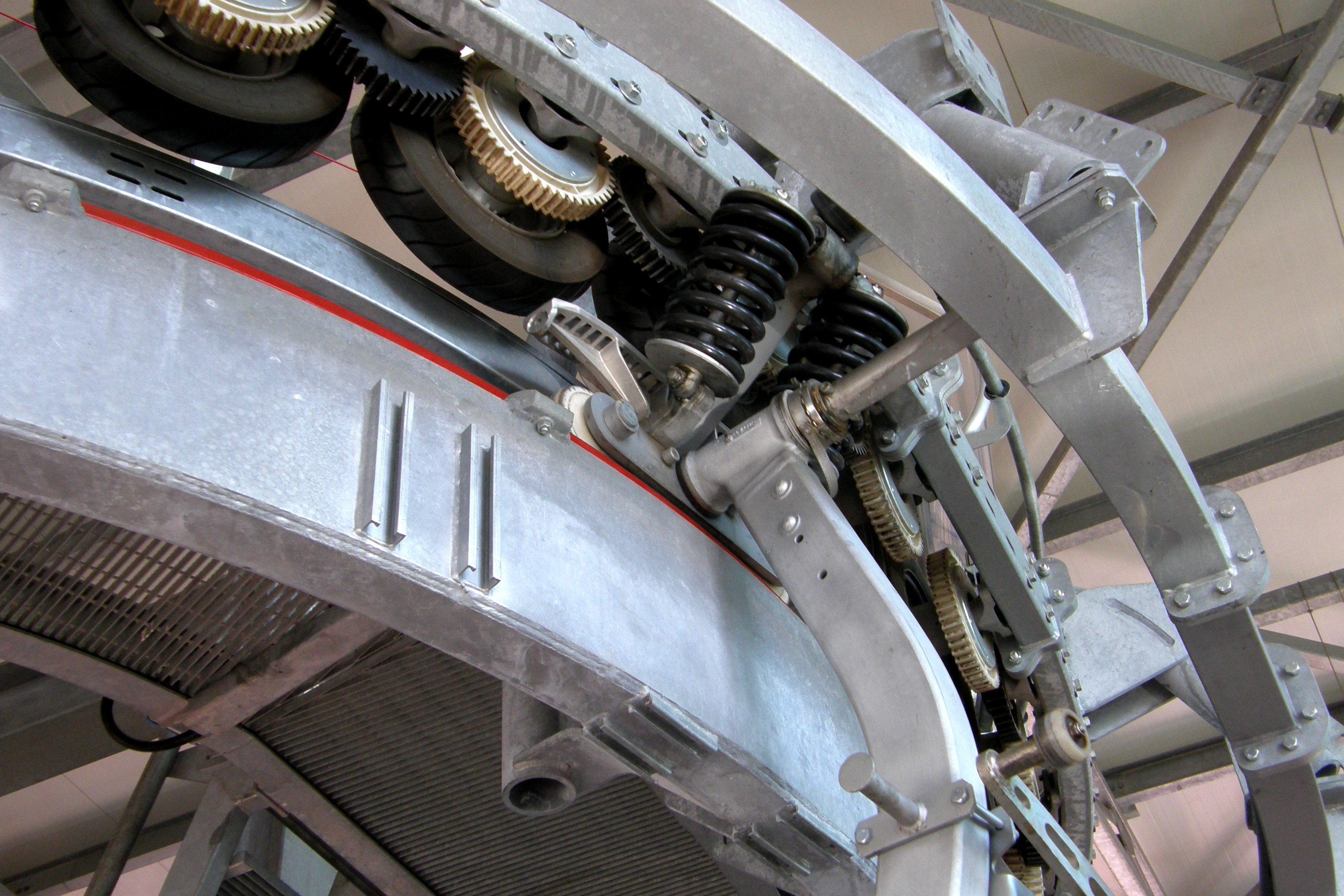
Reifenförderer

Kuppelbare Gondelbahnen werden heutzutage (2012) mit einer Maximalgeschwindigkeit von bis zu 6 m/s (21,6 km/h) betrieben, Sesselbahnen mit 5 m/s (18 km/h). Abkuppelbare Fahrbetriebsmittel wie Gondeln oder Sessel werden innerhalb der Stationen meist mithilfe von Reifenförderern beschleunigt und abgebremst, dazu müssen die Stationen die entsprechende Länge aufweisen. Das sichere Einkuppeln auf schneller laufende Seile ist derzeit noch nicht technisch möglich.
Pendelbahnen können mit einer Maximalgeschwindigkeit von 11 m/s (39,6 km/h) fahren. Sie beschleunigen und bremsen außerhalb der Stationen, dadurch sind kurze kompakte Stationen möglich, und die Fahrzeuge können höhere Geschwindigkeiten erreichen, allerdings muss maßvoll beschleunigt und verzögert werden, um ein Pendeln der Gondeln in Fahrtrichtung zu vermeiden. Aus dem gleichen Grund muss fallweise die Geschwindigkeit bei Stützenüberfahrten vermindert werden.
Gruppenbahnen fahren mit einer Maximalgeschwindigkeit von 7 m/s (25,2 km/h).
Technisch beschränkende Faktoren der Fahrgeschwindigkeit sind unter anderem
- allgemein das Schwingungsverhalten der Seilfelder und Fahrzeuge bei Wind, Notbremsungen und bei Stützenüberfahrten,
- bei kuppelbaren Seilbahnen die Gewährleistung eines sicheren An- und Abkuppelvorganges an das umlaufende Seil und die dazu nötige Länge der Beschleunigungs- und Verzögerungstrecken sowie die Verhinderung von Entgleisungen bei Stützrollen,
- bei fix gekuppelten Umlaufseilbahnen die Ermöglichung eines geordneten, komfortablen und sicheren Ein- und Ausstiegs, da in den Stationen die Fahrzeuge nicht verlangsamt werden, sondern sich diese mit unverminderter Umlaufgeschwindigkeit des Förderseiles (Ausnahme: Gruppenumlaufbahnen) weiterbewegen; ferner das seitliche Ausschwingen der Fahrzeuge oder Schleppgehänge durch den Fliehkrafteinfluss beim Umfahren der Stations-Seilscheiben.

### Schallquellen
Die schraubenförmig strukturierte Oberfläche eines Stahlseils, die aufgrund der Verseilung aus einzelnen Litzen entsteht, ergibt beim Lauf auf den Seilrollen Schwingungen im Hörbereich (litzeninduzierte Schwingungen), die sich entlang der Seile fortsetzen und von als Hohlkasten ausgebildeten Stützenschäften als Resonanzkörper verstärkt werden können.
Bei Bahnen mit Seilklemmen entstehen entlang der Strecke Geräusche, wenn diese Seilklemmen Rollenbatterien der Stützen – insbesondere bei Niederhalter- oder Wechsellaststützen – passieren. Durch den Stoß, wenn die Klemmbacken bei der Durchfahrt mit den Rollen in Kontakt kommen, kann die Struktur der Stütze in Schwingungen versetzt werden.

## Geschichte
Alte japanische Darstellungen und ein 1411 erschienenes Werk von Johannes Hartlieb zeigen verschiedene Arten, an Seilen hängende Körbe oder Personen über eine Schlucht zu ziehen.
Aus Südamerika wurde von einer seit etwa 1563 existierenden Seilbahn über eine Schlucht auf dem Weg von Mérida nach Bogotá berichtet, die aus einem mit einer Rolle an einem Tragseil hängenden Korb und einem Zugseil bestand, an dem sich die Korbinsassen selbst auf die andere Seite ziehen konnten. Sie soll noch Ende des 19. Jahrhunderts betrieben worden sein.
Der Universalgelehrte Faustus Verantius stellte 1615 in seinem Werk Machinae novae eine Anlage dar, bei der ein mit zwei Rollen an einem festen Tragseil hängender und an einem Zugseil befestigter Kasten über einen Fluss bewegt wird, indem die in dem Kasten sitzenden Personen selbst an dem umlaufenden Zugseil ziehen.
1644 baute Adam Wybe (Wiebe) in Danzig die erste nachweisbare Materialseilbahn zum Transport von Baumaterial vom Bischofsberg über den Fluss Radaune hinweg zur Baustelle der Bastion Berg, bei der rund hundert Eimer an einer langen, umlaufenden Schiffsleine befestigt waren, die von sieben Stangenkonstruktionen gestützt und von Pferden in einem Göpelwerk angetrieben wurde. Diese Seilbahn erregte zwar große Aufmerksamkeit weit über Danzig hinaus und wurde von Jacob Leupold in seiner Theatrum machinarum hydrotechnicarum erwähnt, geriet aber dennoch in Vergessenheit.

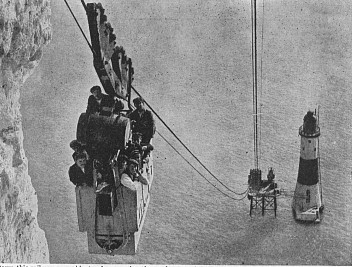
Materialseilbahn beim Bau des Leuchtturms bei Beachy Head, England

Das Drahtseil wurde zwar 1834 durch den Bergrat Julius Albert in Clausthal erfunden, fand jahrelang aber nur im Bergbau Anwendung. Die ab der Mitte des 19. Jahrhunderts gebauten Drahtriesen oder Seilriesen, mit denen man Holzstämme an einem Draht aus unzugänglichen Berghängen un- oder kaum gebremst ins Tal gleiten ließ, können kaum als Seilbahn angesehen werden. Eine 1861 von Freiherr von Dücker erstellte Seilbahn war nicht erfolgreich. 1868 baute G.W. Cypher im Minengebiet von Colorado eine durch Schwerkraft bewegte Pendelbahn. Der Engländer Hodgson nahm 1868 die erste Einseil-Umlaufbahn als Materialseilbahn in Betrieb, die er als englisches System weiterentwickelte und mehrfach einsetzte. Etwa zur gleichen Zeit wurde in Schaffhausen eine einfache, 100 m lange Seilbahn für zwei Personen mit vier Tragseilen und einem handkurbelgetriebenen Zugseil zu dem kaum zugänglichen Turbinenhaus des Moserdamms am linken Rheinufer gebaut, aber bald durch einen eisernen Fußsteg ersetzt. 1872 baute Adolf Bleichert seine erste, von einem gesonderten Zugseil bewegte Bahn in Teutschenthal. Die stetige, methodische Weiterentwicklung dieses deutschen Systems brachte den Drahtseilbahnen der Adolf Bleichert & Co. weltweite Erfolge. Sie waren für den Transport von Rohstoffen wie z. B. Erzen und Kohle oder Baumstämmen bestimmt, aber bald wurden auch Personen befördert. So hatte die 1905 in Betrieb genommene Materialseilbahn Chilecito-La Mejicana bereits eine viersitzige geschlossene Personengondel mit Fenstern und einer von Hand zu öffnenden Tür.
1894 wurde nur zur „Industrie- und Handwerksausstellung Mailand“ eine 160 m lange Personenseilbahn zwischen zwei 25 m hohen (mit elektrischen Aufzügen befahrbaren) Türmen gezeigt, sie wurde von den Ingenieuren Giulio Ceretti und Vincenzo Tanfani errichtet. Die gleichnamige Fabrik Ceretti Tanfani baute 1937 die mit rund 75 km damals längste Materialseilbahn, die Massaua-Asmara-Seilbahn und baut noch heute Seilbahnen in Italien.

Luftkabelbahn nach dem System „Margesin“, Zürich 1898 (nicht realisiert)

1898 wurde in Zürich einer breiteren Öffentlichkeit als touristische Attraktion eine „Luftkabelbahn“ im Modell vorgestellt. Die als Bergbahn der Zukunft bezeichnete Konstruktion war eine Mischung aus einer Standseilbahn und einer Luftseilbahn. Sie war für eine Spannweite von 1000 m berechnet. Die mit bis zu 20 Kabeln gesicherte und für den Transport von 12 Personen ausgelegte Kabine hätte diese Strecke nach den Vorstellungen des Konstrukteurs in sieben Minuten zurücklegen sollen. Zur Überwindung von größeren Strecken waren Verbindungsstationen vorgesehen. Automatisch wirkende Bremsen, wie sie damals schon für Drahtseilbahnen üblich waren, sollten im Falle des Reißens des Zugseiles einen Absturz verhindern. Das nach dem Erfinder und Inhaber des Patents benannte System „Margesin“ gelangte nie zur Ausführung.
Nachdem Leonardo Torres Quevedo (1852–1936) schon 1885 eine Luftseilbahn mit Göpelantrieb zur Erschließung seines Hauses gebaut hatte, eröffnete er 1907 in San Sebastián (Monte Ulia) die erste Seilbahn allein für den Personentransport, eine Breitspur-Winden-Luftseilbahn mit einer 14-plätzigen Kabine, sechs Tragseilen und einer pneumatischen Fangbremse, die jedoch nur eine kurze Lebensdauer hatte und im August 1912 eingestellt wurde. 1916 wurde sein ähnlich konstruierter Whirlpool Aero Car eröffnet, der die Whirlpool Rapids im Niagara River überquert und nach wie vor existiert.
Am 29. Juni 1908 wurde in Zwölfmalgreien bei Bozen die erste öffentliche Personen-Luftseilbahn Mitteleuropas eröffnet, die Kohlerer Bahn. Die heutige Bahn auf den Kohlern ist allerdings ein Neubau, von der Originalbahn existiert ein Nachbau der Kabine, die in der Nähe der Bergstation ausgestellt ist. Kurz darauf, am 27. Juli 1908, ging auch der Wetterhorn-Aufzug bei Grindelwald als erste öffentliche Luftseilbahn für den Personenverkehr der Schweiz in Betrieb. Diese Anlage wurde nach dem Ersten Weltkrieg abgebrochen. 

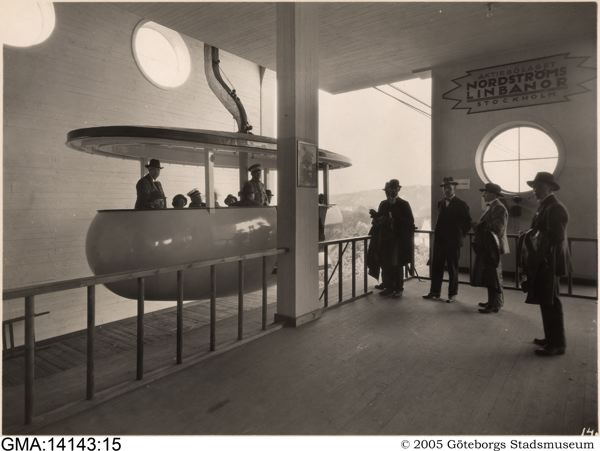
Seilbahn bei der Jubiläumsausstellung in Göteborg 1923

Nach dem Ersten Weltkrieg verlagerte sich der Schwerpunkt auf Luftseilbahnen zur Personenbeförderung, insbesondere seit Adolf Bleichert & Co. 1924 ein Lizenzvertrag mit dem Südtiroler Ingenieur und Unternehmer Luis Zuegg abgeschlossen und zum System „Bleichert-Zuegg“ für „Seilschwebebahnen“ entwickelt hatte, das weltweite Beachtung fand. Die ältesten Personen-Luftseilbahnen in Deutschland sind die Fichtelberg-Schwebebahn von Oberwiesenthal auf den Fichtelberg, die am 28. Dezember 1924 ihren Betrieb aufnahm, gefolgt 1926 von der Kreuzeckbahn in Garmisch-Partenkirchen. Die 1928 in Betrieb genommene Predigtstuhlbahn in Bad Reichenhall ist weltweit die älteste im Originalzustand erhaltene Seilschwebebahn. In den folgenden Jahren wurden mit den Personenseilbahnen markante Aussichtspunkte in den Alpen erschlossen. Die erste Personenseilbahn der Welt nach dem Umlaufprinzip war die Schauinslandbahn, die am 17. Juli 1930 in Betrieb genommen wurde. Nach dem Zweiten Weltkrieg und der Verbreitung des Skisports wurde eine möglichst hohe Beförderungsleistung immer bedeutender, was zur Ausbreitung großer Gondelbahnen und Sesselbahnen mit inzwischen bis zu acht Sitzen führte. Im Zuge des globalen Tourismus gewannen reine Besichtigungsbahnen wie z. B. die Skyrail Rainforest Cableway in Australien oder die Ngong Ping 360 in Hongkong immer größere Bedeutung. Auch im Öffentlichen Personennahverkehr hielten Luftseilbahnen Einzug.
In den 1990er Jahren kam es zu einer starken Konzentration unter den Seilbahnbauern. Heute wird der Weltmarkt von den Unternehmen Doppelmayr/Garaventa, Leitner AG und Poma beherrscht. Details siehe Seilbahn#Hersteller (Auswahl).

## Verwendung und Einsatz von Luftseilbahnen
Seilbahnen zur Personenbeförderung werden als Sportbahn, Zubringerbahn, Nahverkehrsmittel oder Besichtigungsbahn, zur Güterbeförderung etwa als Materialbahn (→Materialseilbahn) oder Versorgungsbahn verwendet.

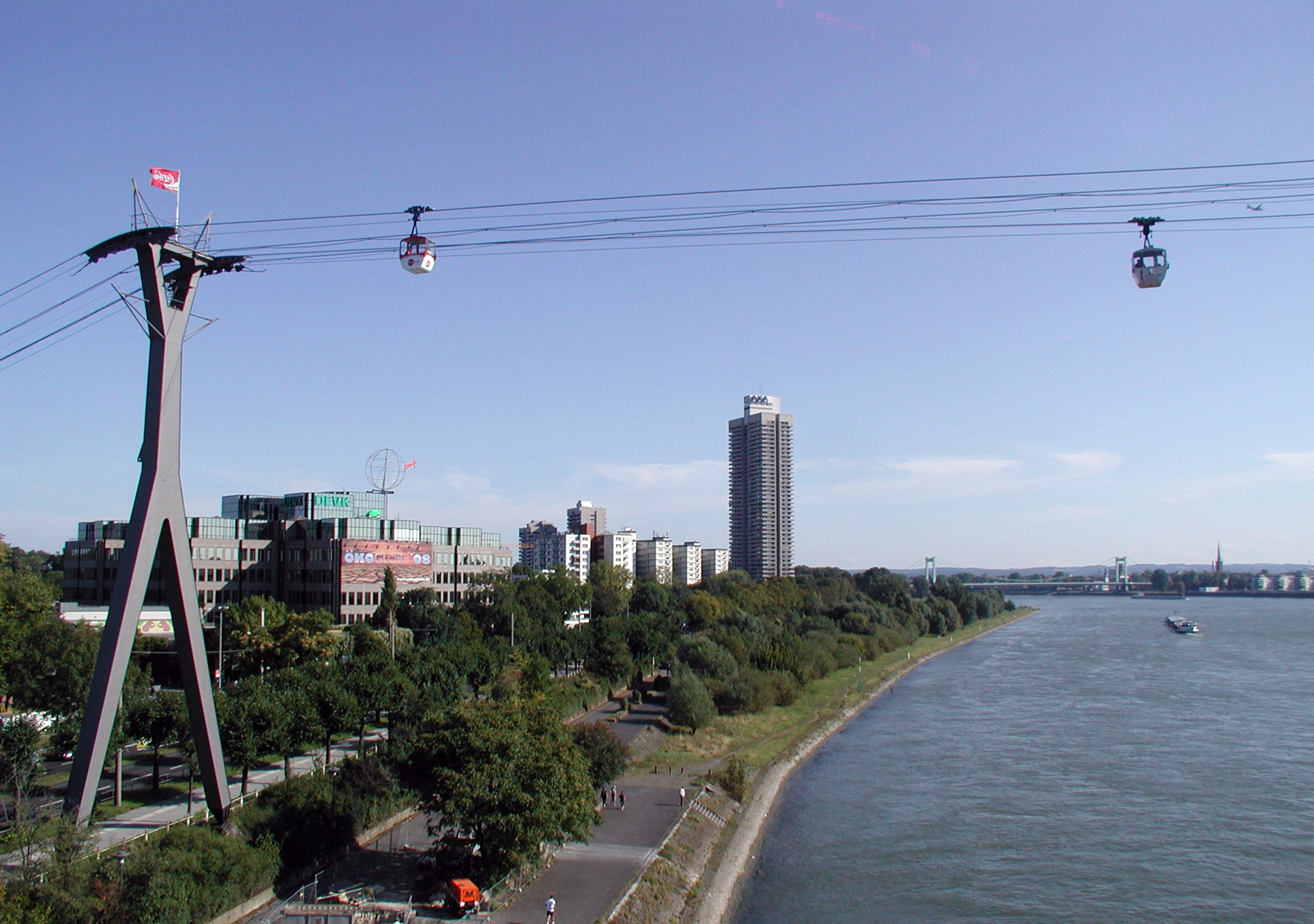
Die Seilbahn über den Rhein in Köln ist ein Beispiel für eine flussüberquerende Seilbahn

Luftseilbahnen finden dort Verwendung, wo Orte mit Lage in schwieriger Topographie (Gebirge, Schluchten, Geländeeinschnitte, unwegsames Gelände oder auch an Gewässern) auf kürzestem Weg – auch mit größeren Höhenunterschieden – verkehrsmäßig erschlossen werden sollen oder wenn ein größeres Aufkommen an Personen oder Lasten zwischen zwei festen Punkten – in flachem Gelände oder auch über Steigungen bergauf oder bergab – befördert werden soll. Beispielsweise dient die Autoseilbahn Bratislava dazu, neu gebaute VW-Automobile von der Montagehalle zur Teststrecke zu transportieren, wobei unter anderem eine Eisenbahnlinie überquert wird.
Beispiele für Luftseilbahnen als Ersatz für Brücken: Fuldaseilbahn Beiseförth, Roosevelt Island Tramway in New York, ehemalige Mississippi Aerial River Transit in New Orleans und London Cable Car in London.
Viele Seilbahnen dienen primär dazu, Touristen, Sportausübende (Wintersportler, Gleitschirmflieger etc.), Wanderer oder Erholungsuchende in ein Sportgebiet, Erholungsgebiet oder zu einer touristischen Attraktion (Bergspitze, Bergrestaurant, Höhle, Aussichtspunkt, Museum u. a. m.) zu transportieren. Die Art der einzusetzenden Luftseilbahn wird dabei unter anderem von der erforderlichen Beförderungsleistung, den Besonderheiten der Trasse und den örtlichen Windverhältnissen bestimmt.
Beispiele für Seilbahnen zu vorwiegend touristischen Anziehungspunkten sind die Seilbahn auf den Tafelberg, auf den Zuckerhut in Rio de Janeiro, die Masadabahn in Israel, die Palm Springs Aerial Tramway, die Sandia Peak Tramway, die Mount Roberts Tramway, die Elka Seilbahn oder die TelefériQo in Quito oder die Seilbahn zur Bastille von Grenoble. Große Gondelbahnen überspannen weite Strecken wie z. B. die Skyrail Rainforest Cableway, der Genting Skyway oder die Ngong Ping 360.

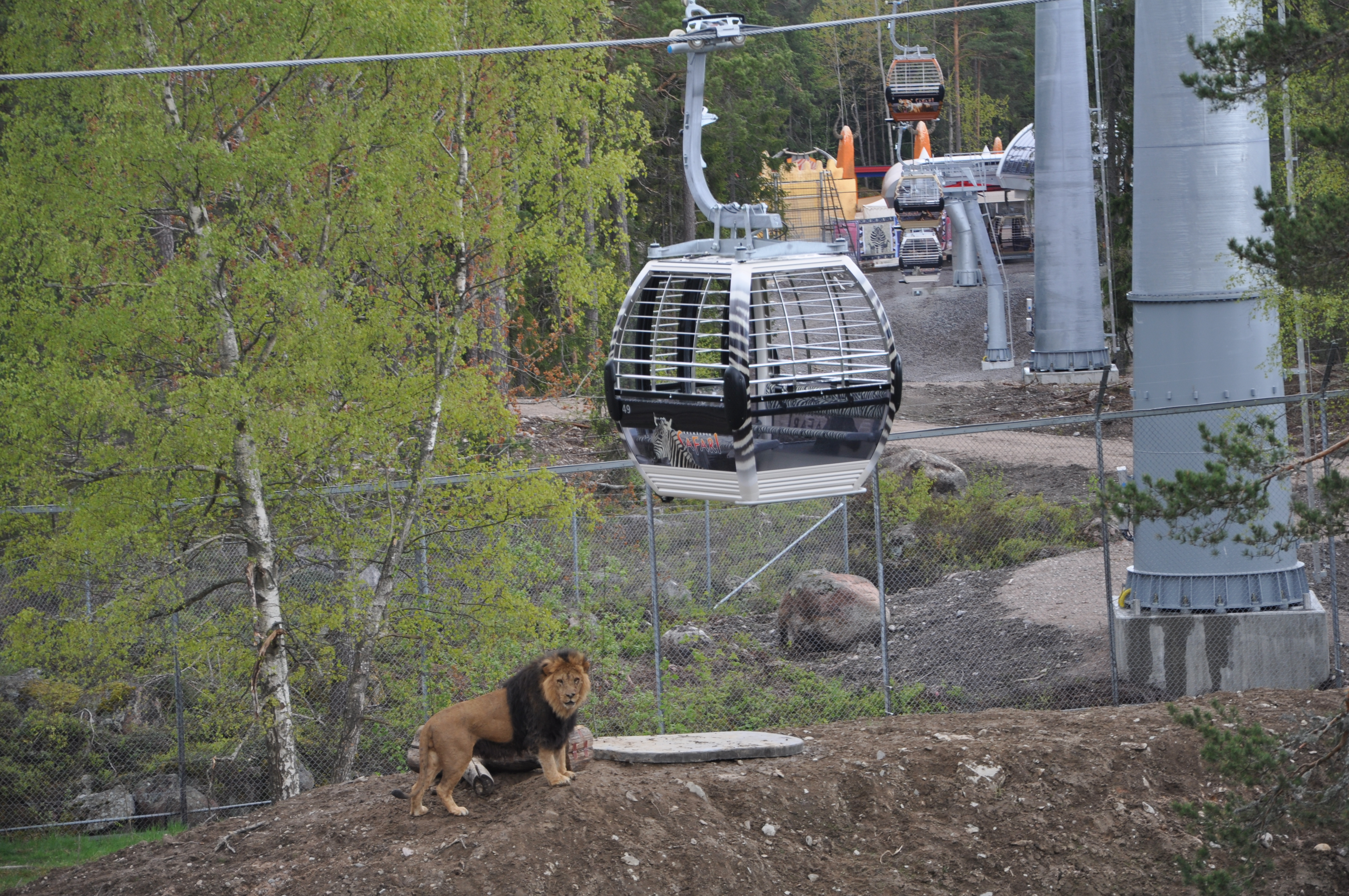
Tierpark Kolmården, Norrköping (Schweden)

Luftseilbahnen werden auch errichtet, um Besuchern eines Vergnügungsparks, eines Zoos, einer Gartenbau- oder Weltausstellung einen Überblick über das Gelände zu verschaffen oder diesen das oft weitläufige Veranstaltungsareal bequemer zu erschließen; in manchen Fällen auch, um geteilte Ausstellungsgelände miteinander zu verbinden. Beispiele: Die Hafenseilbahn Barcelona, die Rheinseilbahnen in Köln und Koblenz oder die Seilbahn im Zoo von San Diego. Für den Einsatz als transportables Fahrgeschäft auf Volksfesten hingegen sind Luftseilbahnen ungeeignet.

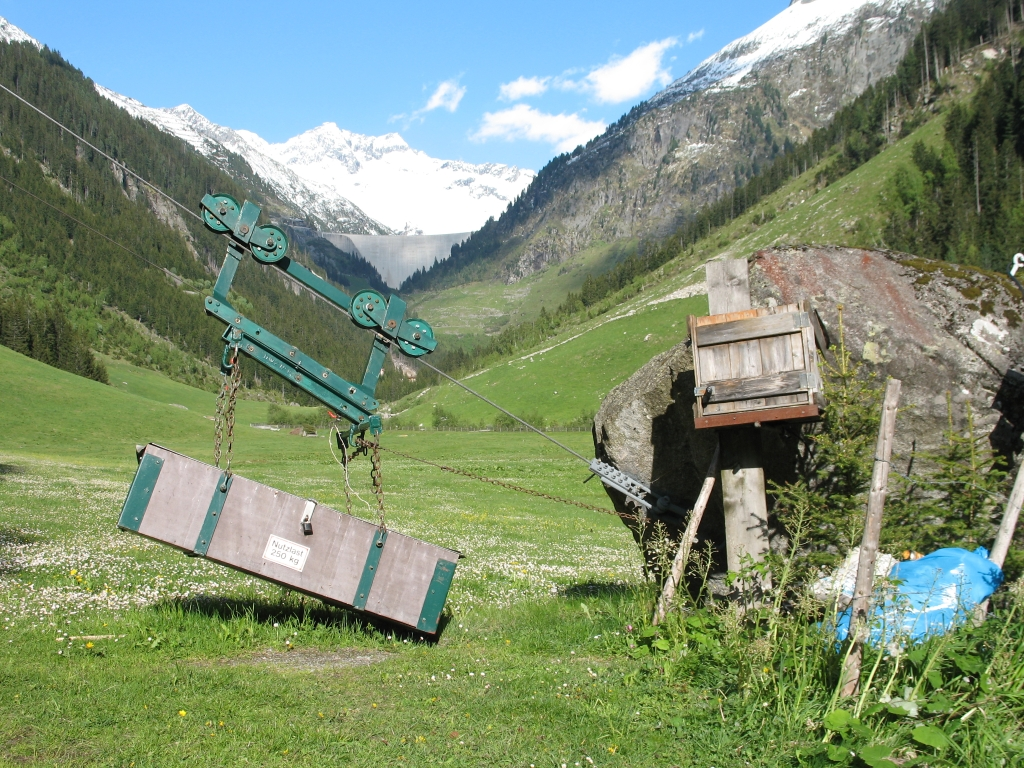
Typische Materialseilbahn älterer Bauart im alpinen Gelände (Zillergrund, Tirol)

Eine Materialseilbahn ist eine Seilbahn, die Güter (Versorgungsgüter, Gepäck, Schüttgut, abgebaute Bodenschätze, forst- und landwirtschaftliche Erzeugnisse) befördert oder den Materialfluss in großen Betrieben bewerkstelligt. Sofern es die Betriebsbewilligung erlaubt, können auch Personen transportiert werden.
(Lawinen-)Sprengseilbahnen, Kameraseilbahnen und sonstige auf Seilzügen basierende Geräte transportieren keine Fahrzeuge und werden ebenso wie Aufzugsanlagen, Hebezüge und Schiffshebewerke nicht zu den (Material-)Seilbahnen gezählt.

## Rekorde

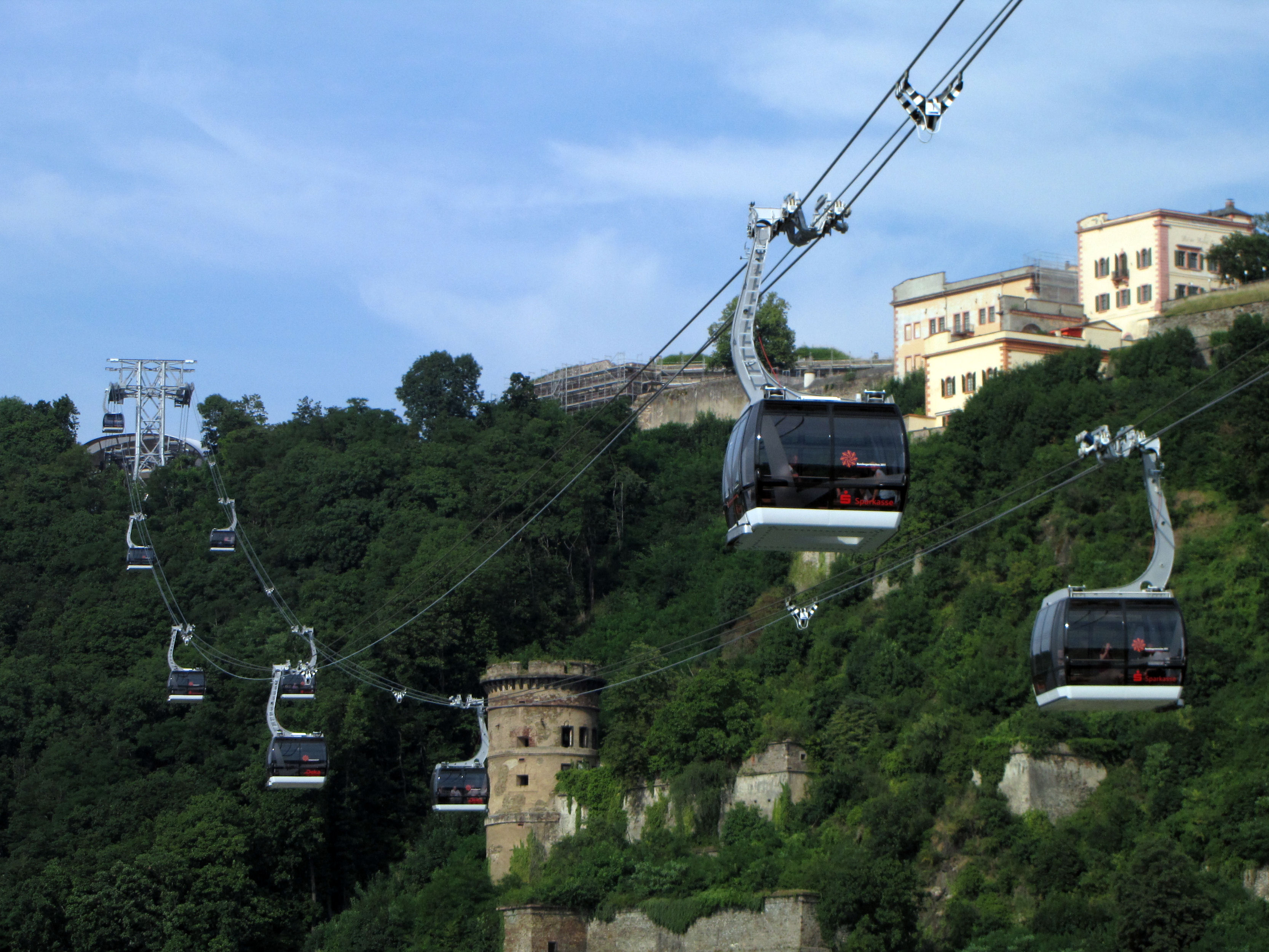
Die Rheinseilbahn in Koblenz (bezüglich Förderkapazität die leistungsfähigste Seilbahn), Stand 2011

- Höchste Seilbahnstütze: Ha Long Bay, Vietnam (188,88 m)[47]
- Höchste Seilbahnstütze in Europa: Seilbahn Zugspitze (127 m)
- Höchste Seilbahnstütze in der Schweiz: Seilbahn Gant–Hohtälli in Zermatt (94 m)
- Längste Pendelbahn in einer Sektion: Seilbahn Tatev, Halidsor – Kloster Tatev, Armenien (5750 m)
- Tiefstgelegene Seilbahn: Masadabahn in Israel (bis zu 275 m unter dem Meeresspiegel)
- Höchstgelegene Bergstation einer Seilbahn: Dagu Glacier Gondola in Sichuan, China (4843 m ü. d. M.)
- Höchstgelegene Bergstation einer Lastenseilbahn (außer Betrieb): Lastenseilbahn Aucanquilcha (Chile), 5874 m ü. d. M.
- Höchstgelegene Bergstation in Europa: Klein-Matterhorn-Bahn, Zermatt (CH) (3820 m ü. M.)
- Höchstgelegene Sesselbahn: Imperial Express, Breckenridge (USA), 3913,6 m ü. d. M.
- Längste Personenseilbahn (Gondelbahn, 1 Sektion): Luftseilbahn Norsjö 13,163 km
- Längste Pendelbahn (1 Sektion) in Europa: Eibseeseilbahn, Garmisch, 4460 m (hat mit 1957 m auch die größte Höhendifferenz einer einzelnen Sektion)
- Längste Transportseilbahn (8 Sektionen): Kristineberg–Boliden, Schweden, 96 km (1987 geschlossen; 13,163 km für Personentransport umgebaut und seit 1989 als längste Personenseilbahn in Betrieb)
- Längste Transportseilbahn in Betrieb (5 Sektionen): Seilbahnen Savona–San Giuseppe, Italien, 17 km
- Schnellste Seilbahn: Vanoise Express in La Plagne, 12,5 m/s
- Weitestes Spannfeld: Seilbahn Zugspitze, 3213 m, Eibsee bei Grainau
- Größter Bodenabstand: 3S-Bahn Peak 2 Peak Gondola, 436 m in Whistler-Blackcomb
- Höchste Förderkapazität: Rheinseilbahn, Koblenz, 7.600 Personen pro Stunde (3.800 pro Richtung)
- Höchste Nutzlast einer Materialseilbahn: Tierfehd, 40 Tonnen

Siehe dazu auch Vergleich herausragender Luftseilbahnen.

## Fremdsprachige Bezeichnungen und Abkürzungen
Der Begriff cable car bezeichnet im britischen Englisch generell Luftseilbahnen, aber im amerikanischen Englisch Kabelstraßenbahnen. Berühmt sind die Cable Cars von San Francisco. Amerikanisch werden Luftseilbahnen gondola (für Gondelbahn) oder aerial tram (für Pendelbahn) differenziert bezeichnet, eine Standseilbahn ist im gesamten englischen Sprachraum funicular railway oder gekürzt funicular.
Folgende Abkürzungen für Luftseilbahnen werden von den Herstellern und in den Medien häufig verwendet:
| de      | Deutsch                        | en       | Englisch                             | fr  | Französisch                |
| ------- | ------------------------------ | -------- | ------------------------------------ | --- | -------------------------- |
| PB (P)  | Pendelbahn                     | ATW (AT) | Aerial Tramway                       | TPH | Téléphérique               |
| EUB     | Gondelbahn, Einseilumlaufbahn  | MGD      | Monocable gondola detachable         | TCD | Télécabine débrayable      |
| 2S, ZUB | Gondelbahn, Zweiseilumlaufbahn | BGD      | Bicable gondola detachable           | 2S  | Téléphérique débrayable    |
| 3S      | 3S-Bahn, Dreiseilumlaufbahn    | TGD      | Tricable gondola detachable          | 3S  | Téléphérique 3S            |
| GUB     | Einseil-Gruppenumlaufbahn      | MGFP     | Monocable gondola fixed grip pulsed  | TCP | Télécabine pulsée          |
| GPB     | Einseil-Gruppenpendelbahn      | MGFJ     | Monocable gondola fixed grip jigback | ?   | ?                          |
|         | Zweiseil-Gruppenumlaufbahn     | BGFP     | Bicable gondola fixed grip pulsed    | TBP | Téléphérique bicâble pulsé |
| SB      | Sesselbahn fix geklemmt        | CLF      | Chairlift fixed grip                 | TSF | Télésiège à pince fixe     |
| KSB     | kuppelbare Sesselbahn          | CLD      | Chairlift detachable                 | TSD | Télésiège débrayable       |
|         | Kombibahn (Sessel + Gondel)    | CGD      | Chairlift gondola detachable         | TMX | Télé(cabine) mixte         |
| FU      | Funitel                        | FT       | Funitel                              |     | Funitel                    |
|         | Funifor                        | FUF      | Funifor                              |     | Funifor                    |
|         | Materialseilbahn               | RPC      | Ropeway conveyor                     |     |                            |
| SL      | Schlepplift (auch: Skilift)    |          | Surface lift                         | TS  | Téléski                    |

Zahlen vor der Abkürzung geben entweder
- bei 2S- oder 3S-Bahnen die Anzahl der verwendeten Seile bzw.
- bei Sesselliften die Anzahl der Personen an, die in einer Gondel oder einem Sessel transportiert werden können.
  - Häufig wird durch ein nachgestelltes B (englisch für bubble) angegeben, dass die Sessel Wetterschutzhauben besitzen oder die Sessel in klappbare Gondeln (Eier) integriert sind. Ein nachgestelltes SV steht für automatisch schließende Bügel, welche häufig in Liften verbaut sind, die stark von Kindern und Skischulen frequentiert werden.
  - Folglich bedeutet 6-CLD/B-SV, dass es sich um einen kuppelbaren Sessellift für sechs Personen pro Betriebsmittel handelt, der über Wetterschutzhauben und automatische Schließbügel verfügt.
  - Siehe auch: Sesselbahn#Gebräuchliche Abkürzungen

## Modellbau, Spielzeug
Luftseilbahnen (sowohl Pendelbahnen als auch kuppelbare Gondelbahnen, Sesselbahnen, Kabinen und Stationsbastelbögen) werden auch im Modellbau angeboten.
Häufig werden dabei Seilchen oder Garne aus Kunstfaser verwendet oder leicht dehnbarer Nylondraht, vulgo Angelschnur. Der Rücklauf der Zugseilschleife kann als Tragseil genutzt werden, das gegenläufig durch die Rille des Laufwerks der Gondel rutscht. Bügelkörbchen an der Schnur lassen sich gut beladen.

## Trivia
Der französische Seilbahnkonstrukteur Denis Creissels baute eine Seilbahn, deren Kabinen unter Wasser fuhren. Mit dem 1967 in Marseille realisierten Téléscaphe de Callelongue konnten Touristen auf einer 500 m langen Strecke zehn Minuten lang 10 m tief untertauchen und die Unterwasserwelt betrachten. Die Anlage war nur ein Jahr in Betrieb.
In Äkäslompolo (Finnland) fährt eine Gondelbahn, bei der eine der 54 Kabinen als Saunakabine eingerichtet ist.

## Seilbahnhersteller (Auswahl)
- Adolf Bleichert & Co. (bis 1993/1994)
- Doppelmayr/Garaventa-Gruppe
- Leitner AG
- Pomagalski
- Bartholet
- Hölzl (bis 2002)
- Von Roll (bis 1996)
- weitere siehe Seilbahnhersteller